# Scooter
«Scooter» (МФА [ˈskuːtə], транскрипция: «Ску́тер») — немецкий музыкальный коллектив, образованный в 1993 году, и исполняющий электронную танцевальную музыку. Группа знаменита во многих странах мира, в том числе благодаря англоязычным текстам (за единичными исключениями) и названиям песен и композиций. Наряду с такими коллективами, как Tangerine Dream, Kraftwerk, Modern Talking, Rammstein, Scorpions, Boney M., Scooter является одной из самых успешных музыкальных групп в истории Германии. Общие продажи альбомов и синглов коллектива превышают 30 миллионов копий. Группа удостоена более чем 80 золотых и платиновых записей альбомов и синглов. В 2009 году песня группы «Ti Sento» из альбома Under The Radar Over The Top в 23-й раз попала в первую десятку германского музыкального чарта. С момента основания этого чарта в 1956 году этот результат является рекордным. На втором месте с 13-ю попаданиями располагаются Modern Talking и Ксавьер Найду.
Наиболее успешными альбомами Scooter за пределами Германии являются Jumping All Over the World, занявший первое место в чартах Англии и получивший платиновую запись в этой стране в 2008 году, а также The Stadium Techno Experience, заработавший в 2003 году золотой статус в пяти странах, два серебра и одну платину. Первым альбомом коллектива, попавшим в чарты США, стал Scooter Forever в 2017 году. Самым успешным альбомом в Восточной Европе, принесшим шесть золотых записей, был No Time to Chill. Наиболее успешным альбомом в Германии является Under the Radar Over the Top, занявший в 2009 году второе место в чарте. Среди наиболее успешных синглов группы выделяются «Hyper Hyper», «Move Your Ass!», «Friends», «Back in the U.K.», «I’m Raving», «Fire», «How Much is The Fish?», «Faster Harder Scooter», «Posse (I Need You on the Floor)», «The Logical Song», «Nessaja», «Weekend!», «Maria (I Like It Loud)», «One (Always Hardcore») и «The Question Is What Is the Question?».
Scooter — музыкальное трио, но с момента основания «незримым» четвёртым участником коллектива является менеджер Йенс Теле. Он и фронтмен Эйч Пи Бакстер — единственные, кто остался в группе из оригинального состава. Смена третьего участника через каждые несколько лет в историографии Scooter  связана с открытием очередной «главы» в творчестве.

## История
Периодизация истории группы приведена в соответствии с биографией группы на официальном сайте и собственным мнением участников коллектива о своей истории. В статье под словом «Глава» понимается именно Глава творчества Scooter, как это определил коллектив в своих песнях (например, «Chapter Two», «Chapter Three» и т. д.), а не глава собственно данной статьи.

### Celebrate the Nun (1986—1991)
В 1986 году Эйч Пи Бакстер (H. P. Baxxter, настоящее имя Ханс-Петер Гердес), будущий фронтмен группы Scooter, познакомился в Ганновере с композитором и аранжировщиком Риком Джорданом (Rick J. Jordan, он же Хендрик Штадлер), разместив объявление в газете о поиске клавишника, при этом Джордан в том же номере разместил объявление о поиске певца. В том же году они создали группу под названием Celebrate the Nun («Развесели монашку»). В 1989 году вышел их первый студийный альбом — Meanwhile. В составе группы к тому моменту было четыре участника — к коллективу присоединились сестра Эйч Пи Брит Максиме (Britt Maxime) и Слин Томпсон (Slin Tompson), ушедший из группы в 1990 году. Продюсировал группу известный в Германии Аксель Хеннингер, работавший до этого с Camouflage. Альбом состоял из 12 полноценных песен, исполненных Бакстером с вокальной поддержкой Максиме, которая самостоятельно исполнила по одной песне в каждом из двух альбомов коллектива. Одна из композиций, «Will You Be There», попала в первую пятёрку в танцевальном чарте американского журнала Billboard. В 1991 году группа выпустила свой второй и последний альбом, Continuous, с главным синглом «Patience» в его поддержку. Всего группа Celebrate the Nun выпустила пять синглов, два студийных альбома и ряд DJ-синглов.
Нам хотелось стать частью волны наподобие той, что прокатилась по Англии в начале восьмидесятых: New Order, Joy Division, Sisters of Mercy. Но с этим звучанием мы запоздали лет на шесть.
— Рик Джордан, 

### The Loop! (1993—1998)
После распада Celebrate the Nun Джордан и Бакстер потеряли друг друга из виду на полтора года. В это время Эйч Пи работал на звукозаписывающей фирме Edel, где познакомился с продюсером Йенсом Тэле (Jens Thele). В 1993 году Джордан и Бакстер осели в своей студии в Ганновере и стали заниматься микшированием для других исполнителей в рамках проекта The Loop! («Петля!»). Среди тех, для кого они делали ремиксы, значились Adeva, Holly Johnson, Tag Team, Ру Пол, Marky Mark и другие музыканты. Постепенно их работа стала цениться в ведущих клубах Германии, и их стали приглашать на концертные выступления.
На одном из таких выступлений в гамбургском клубе Palladium Эйч Пи, в котором проявились таланты не только певца и автора текстов, но и так называемого MC, стал спонтанно выкрикивать под изначально инструментальную композицию различные речовки и фразу «Hyper Hyper» (то есть «Гипер Гипер!»). Именно такое название было дано первому синглу Scooter, принесшему группе известность.
Можно, однако, объяснить причину смены названия. В команду пришёл третий участник, двоюродный брат Эйч Пи, Феррис Бюллер (Ferris Bueller). Также The Loop! попросили продюсировать голландский хаус-трек «Vallée de larmes». The Loop! созрел для самостоятельной деятельности. Поэтому участники постепенно отошли от чисто ремиксного проекта к самостоятельной группе. Бессменным продюсером и менеджером Scooter с той поры и по сей день является «незримый четвёртый участник» Йенс Теле.
Долгое время участники-ветераны группы не могли толком объяснить, почему они решили называться именно Scooter, а не иначе. Однако в вышедшей в 2013 году биографической книге Scooter: Always Hardcore Бакстер рассказал, что мотив «Vallée de larmes» напомнил ему ярмарочные мелодии, а также бамперные машинки, которые на немецком языке называются Autoscooter.

### Первая глава в творчестве (1993—1998)

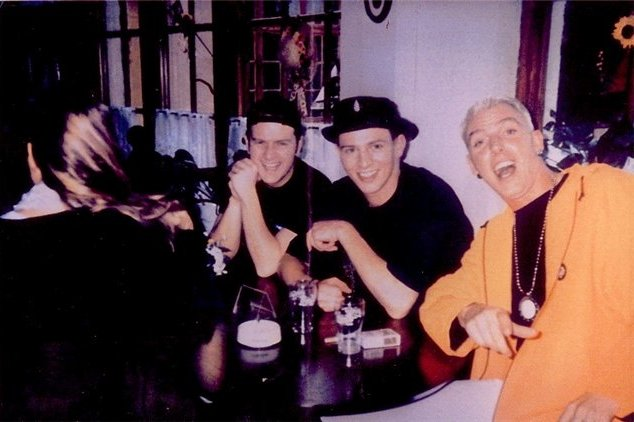
Группа Scooter в период первой главы: Рик Джордан, Феррис Бюллер, Эйч Пи Бакстер

По поводу точной даты основания группы Scooter как самостоятельного коллектива продолжаются дискуссии. Все вышеуказанные моменты можно охарактеризовать как предысторию. Однако в декабре 1993 года вышел первый винил под маркой проекта Scooter — Vallée de larmes, а позднее, в феврале 1994 года был издан вариант сингла на CD. Именно декабрь 1993 года считается временем основания группы.
«Vallée de larmes» была лишь переработанной версией композиции нидерландских музыкантов Гастона Стеенкиста (DJ Dobre) и Рене Хорста (DJ Zki). Имена голландцев указаны в качестве авторов заглавной композиции этого сингла, а также основных авторов двух ремиксов на неё. Своим треком в сингле был лишь би-сайд «Cosmos», вошедший впоследствии в дебютный альбом Scooter. Именно поэтому участники группы никогда не включали сингл Vallée de larmes в свою официальную дискографию. Трек не был включён ни в один из сборников хитов группы, за исключением альбома Rough & Tough & Dangerous – The Singles 94/98, куда попала расширенная версия от The Loop!, однако «Cosmos», ставший первым самостоятельным произведением Scooter, вышел ещё на виниловой пластинке в 1993 году.
Первый самостоятельный сингл Scooter появился в 1994 году. «Hyper Hyper» стал девизом поколения рейверов, которые начали использовать эти слова для описания чего-то невообразимого, что вызывает у них сугубо положительные эмоции. В песне содержится текст, сходный с «Annihilating Rhythm» исполнителя Ultra-Sonic из Шотландии, однако сама музыкальная составляющая сингла была оригинальна. К тому же два коллектива, по настоянию звукозаписывающей компании Edel, сделали друг на друга по ремиксу, что исключало неприязнь самого Ultra-Sonic по отношению к Scooter. Свой посыл у группы получилось трансформировать в нечто большее. Дебютный сингл разошёлся тиражом в количестве 750 тыс. экземпляров и достиг второго места в немецком сингл-чарте, при этом он был удостоен «золотой» записи, потом — «платиновой». «Hyper Hyper» занял в Испании первое место, благодаря чему на втором издании сингла появилась версия песни на испанском языке — «On a Spanish Fly Tip», вошёл в пятёрку лучших синглов Швейцарии, Австрии и Италии; десятку музыкального чарта Нидерландов и Норвегии, второй «золотой» записи сингл удостоился в Австрии.
В 1995 году вышел первый альбом группы …and the Beat Goes On! («… и ритм продолжается»), в который вошли сразу четыре заглавных композиции синглов — «Hyper Hyper», «Move Your Ass!», «Friends» (последние два достигли третьего места в Германии) и «Endless Summer», получившие «золотой» статус с высокими продажами. «Move Your Ass!» покорил чарты большинства европейских стран, затем поднявшись на второе место хит-парада European Top 20 телеканала MTV Europe. Сингл вошёл в пятёрку лучших в чартах Швейцарии, Австрии и Нидерландов, в десятку лучших — в Италии и Норвегии, а также занял 11-е место во Франции, 15-е — в Ирландии и 16-е — в Бельгии. Съёмки клипа на песню «Friends» проходили в Париже, а видео к «Endless Summer» было отснято на побережье в Майами (США). Альбом стал обладателем двух «платиновых» наград, одну из которых принесла Ирландия. В Великобритании сингл Move Your Ass! вышел в формате мини-альбома (EP), включавшего в себя заглавные треки с синглов «Friends» и «Endless Summer».
В дебютном альбоме Scooter предложили слушателям живую атмосферу, на которую наложены звуки толпы, «шауты» (дословно — «выкрики» с призывом к веселью) и простые фразы от MC, быстрые ритмы с преобладанием звуков, ассоциирующихся с такими направлениями, как джангл, брейкбит, эйсид-техно и happy hardcore. Заглавные треки синглов характеризуются присутствием голоса MC (Бакстера), запоминающимися текстами, высокими басами и разнообразием звуков. В «Hyper Hyper» группа использовала эффект внезапной паузы посреди трека, а также передала «привет» тридцати знаменитым диджеям начала и середины 1990-х годов. Одним из ключевых секретов успеха Бакстер назвал сокращение длительности первоначального инструментального 5-минутного трека до формата радио — трёх с половиной минут. «Move Your Ass!» отличается индустриальным звучанием и оригинальным текстом. В «Endless Summer» использована похожая структура, но центральное место в композиции занимают хэппи-хардкорные звуки фортепиано. «Friends», по мнению некоторых критиков, получился самым сильным синглом, и оказал большое влияние на популяризацию направления happy hardcore. Остальные композиции в …and the Beat Goes On! представляют собой смесь транса, техно и эйсида. «Rhapsody in E», написанная в соль-диез миноре, насыщена модуляциями звукового тембра и создаёт атмосферу эмбиента. В «Beautiful Vibes» сочетаются ритмы джангла и звуки пианино happy hardcore. Развитием «Rhapsody in E» стала ещё одна атмосферная композиция «Cosmos», а «Raving In Mexico» выделяется своими гипнотическими звуками. Завершает альбом «Faster Harder Scooter» — своеобразная «ускоренная» версия «Hyper Hyper».
В феврале 1996 года вышел второй альбом группы — Our Happy Hardcore удостоился трёх «золотых» записей, а также первого места и «платинового» статуса в Венгрии, и в целом в позициях был представлен намного выше и в бо́льшем количестве стран, нежели дебютная пластинка. Сингл «Back in the U.K.», в котором была воспроизведена музыка из кинофильма про Мисс Марпл, открыл дорогу группе в Top-20 британского чарта и был выпущен специально для Ирландии с немного изменённым текстом припева и названием в качестве отдельного сингла — «Back In Ireland». За исключением первого сингла альбома, принесшего группе пятое по счёту «золото» в немецком сингловом чарте, «Our Happy Hardcore» оказался весьма жёсток по звучанию, в нём значительно меньше транса, упор делается на happy hardcore, также в композициях продолжают использоваться звуки эйсида, джангла и брейкбита. В состав альбома также вошли синглы «Let Me Be Your Valentine» (он поднялся в десятку лучших синглов только в Австрии) и «Rebel Yell» (рус. «Бунтарский крик»), кавер-версия рок-хита Билли Айдола. В этой песне Эйч Пи Бакстер продемонстрировал свой вокал. Остальные треки в альбоме используют мелодичные и запоминающиеся мелодии с быстрым битом («Stuttgart», «Experience», «Last Minute»), местами с более мрачной атмосферой («This Is a Monstertune»), иногда — с не совсем удачными экспериментами в построении композиции («Our Happy Hardcore», «Crank It Up»). В целом, второй альбом Scooter получился менее масштабным в сравнении с …and the Beat Goes On!, но содержит достаточно мелодичные и танцевальные треки. Our Happy Hardcore стал первым CD-Extra, выпущенным немецким исполнителем. В мультимедийной части собраны различные рассказы о съёмках клипов, фотографии, информация о группе. В этом же году коллектив переехал из Ганновера в Гамбург, где была организована новая студия.
В сентябре 1996 года вышел второй за год и третий альбом группы — Wicked! («Клёво!»). Альбом сильно отличается звучанием от предыдущих двух. Звуки волынки в «Introduction» перетекают в песню «I’m Raving», которая в качестве сингла заняла второе место в Финляндии, четвёртое место в Германии, заработав на родине две «золотых» награды. В «I’m Raving» использована мелодия неофициального гимна Шотландии «Scotland the Brave», и одновременно это европейская версия «Walking In Memphis» Марка Кона. Темп сингла составлял 138 bpm (ударов в минуту) и был совсем нехарактерен для хэппи-хардкора. Бодрое начало сменяется прогрессивным инструментальным треком «Awakening», после чего вновь звучит весёлая хэппи-хардкорная «When I Was an Young Boy», наполненная брейкбитом, ритмами джангла, фортепиано и «игривыми» фразами от Эйч Пи. Вторая половина альбома начинается инструментальной композицией «Coldwater Canyon» с гипнотическими звуками синтезаторов и неожиданными сменами ритма. Далее следует «Zebras Crossing The Street», в которой присутствует припев, синтезированный вокодером, и атмосфера, схожая с «Cosmos» из первого альбома. Спокойный чилл-аут («Scooter del Mar») был негативно принят музыкальными критиками за «вульгарное» звучание. Весёлая песня со стихами «Don’t Let it Be Me» звучит прерывисто, но возвращает альбом к позитивным хэппи-хардкорным звукам. В композиции «The First Time» впервые в творчестве группы звучит женский голос на фоне ритмов брейкбита и джангла, с активным использованием басов и синтезаторов. Финальным аккордом стала написанная для Scooter Нози Кацманном романтическая песня «Break It Up», первая в мире техно-баллада. «Break It Up» был выпущен в качестве отдельного сингла. Wicked! вдвое превзошёл первый альбом по количеству «золотых» записей, их у него стало четыре. Как и первый альбом, он принёс немцам две «платиновых» награды — в Чехии и Венгрии. К 1996 году Scooter успели дать концерты во множестве клубов Европы и впервые выступили в Азии.
Последний студийный альбом первой главы, Age of Love («Эпоха любви»), вышел в 1997 году. Сингл «Fire» с его электро-гитарным соло был включён в художественный фильм «Смертельная битва 2: Истребление» (и попал в сборник музыки к фильму «Хакеры 2»). Главная тема песни «The Age of Love» с небольшими изменениями повторяла музыку из фильма «Терминатор». Репертуар группы несколько изменился: в сравнении с первыми альбомами Scooter стали меньше обращаться к хеппи-хардкорным звукам. Число ударов в треках в среднем сократилось, но увеличилось разнообразие — отголоски happy hardcore, джангла, брейкбита и драм-н-бейса можно встретить в «Don’t Waste No Time» и «Tonight», а техно, транс и эйсид присутствует в «She Said», «Forever (Keep Me Running)», «Hit The Drum». «Весёлое» пианино звучит в «Return of the Future». Есть в альбоме и более-менее удачные «медленные» техно-эксперименты — «Dancing In The Moonlight» и «Leave In Silence». Последний трек — новая техно-баллада, написанная Нози Кацманном, но не получившая и тени популярности «Break It Up». Age of Love получил три «золотые» награды. Оба сингла с четвёртого альбома достигли первого места в Финляндии. «Fire» стал обладателем «золотого» статуса и пятого места в немецком чарте, а «The Age of Love» удостоился награды за лучшее видео года на фестивале ANIMAGO’98, в Венгрии сингл также принёс немцам «золото» и третье место в чарте. В 1998 году состоялся первый концертный тур группы в поддержку нового альбома, в рамках которого прошло первое выступление Scooter в России.
Завершил первую главу в творчестве сборник лучших композиций за период с 1994 по 1998 год — Rough & Tough & Dangerous – The Singles 94/98. Сборник состоит из двух дисков. На первом представлены 11 заглавных композиций с синглов первой главы, а также новый сингл «No Fate», довольно высоко оценённый в России и Финляндии, где занял второе место в чарте. К этим 12 трекам были добавлены четыре дорожки «живых» версий песен с концертов группы. На втором диске собраны лучшие ремиксы и би-сайды с синглов группы.
После выхода этого сборника, уже во время работы над новым синглом, группу покинул Феррис Бюллер для самостоятельного творчества. Первый его выпущенный сингл, «Girl», успеха не имел. В 2000-е годы Феррис работал музыкальным продюсером. В 2010 году Феррис признал, что на протяжении многих лет страдал от депрессий, что и стало одной из главных причин ухода из группы.

### Вторая глава (1998—2002)
Transforming the tunes!

We need your support!

If you’ve got the breath back,

It’s the first page of the second chapter!

После ухода Ферриса группа довольно быстро представила нового участника. Им стал молодой композитор и диджей Аксель Кун. В мае 1997 года его заметил Йенс Теле, в течение года Кун был студийным ассистентом Scooter при Kontor Records. При этом на рождественском концерте в Бремене в 1997 году Аксель Кун заменял заболевшего Рика Джордана. После разговора Акселя и Рика в гамбургском клубе Kontor в начале 1998 года в Scooter официально произошла смена состава. С приходом Акселя Куна группа стала меньше ориентироваться на хэппи-хардкор, чаще отдавая предпочтение другим направлениям техно-музыки. Самый первый альбом с новым участником стал одним из самых успешных в истории коллектива. No Time to Chill («Не время расслабляться») достиг четвёртого места в Германии, первого — в Финляндии и Венгрии). Главный сингл этой пластинки How Much Is the Fish? добрался до третьего места в немецком чарте, получив «золотую» запись, был успешен в ряде европейских стран — в бельгийской Фландрии он поднялся на первое место, а в Финляндии — на второе.
Название «How Much Is the Fish?» было позаимствовано группой из песни британской инди-рок группы Stump, в которой авторы строчек выставляют в нелепом свете вопросы, постоянно задаваемые туристами на лондонских улицах, один из которых: «Сколько стоит рыба?». В качестве основной музыкальной темы был взят мотив бретонской народной застольной «Песни о сидре» (брет. Son ar chistr). Песня, несмотря на абсолютно бессмысленный текст, стала «визитной карточкой» Scooter в России и странах Восточной Европы, где на протяжении года занимала самые высокие строчки чартов музыкальных каналов. По версии зрителей MTV-Россия в 1998 году Scooter были признаны «лучшей группой мира». Популярность группы и нового альбома продолжала расти — No Time to Chill получил «золотые» награды в Финляндии, Венгрии, Чехии, Словакии и Польше.
Кроме «How Much Is the Fish?», в No Time to Chill вошёл также сдвоенный сингл «We Are the Greatest»/«I Was Made for Lovin’ You». В «We Are the Greatest» используются брейкдансовые семплы 1980 года, смешанные с евротрансовыми звуками — довольно смелый эксперимент, который не помог занять очень высоких мест в чартах. С другой стороны, кавер-версия песни Kiss (I Was Made for Lovin’ You) впервые с момента выхода оригинала в 1979 году всё же сумела попасть в ведущие музыкальные чарты различных стран (см. таблицу справа). Третьим синглом стала песня Call Me Mañana (золото в Швеции), при этом альбомная версия сильно отличается от версии, вышедшей в качестве сингла (Heavy Horses Version), куда были добавлены ржание лошадей и семплы из техно-композиции L.A. Style — James Brown Is Dead. Критики положительно встретили такие композиции из альбома, как эйсид-трансовую Don't Stop и сходную с Fire за счёт использования электрогитары Hands Up!. Frequent Traveler — инструментальная мелодия с восточными мотивами, развивающая электро-мотивы We Are the Greatest. Также группа представила очередную кавер-версию песни Билли Айдола Eyes Without a Face. Everything Borrowed отличается напором и интенсивностью, в то время как Expecting More From Ratty с меланхоличным пианино, взятым у группы Supertramp (Crime of the Century), погружает в атмосферу гипнотического транса. Завершает альбом Time and Space с мощными басами и «кислотными» вставками. Аксель Кун, будучи приверженцем направления прогрессив-хаус, внёс новое звучание в композиции Scooter. Несмотря на некоторую неубедительность отдельных композиций, альбом продемонстрировал в целом успешный переход группы к более современным направлениям электронной музыки, оторвавшись от выходившего из моды хэппи-хардкора.
Музыкальный тур No Time to Chill стал одним из первых в мире, документально зафиксированных в онлайн-дневнике. В феврале 1999 года сольный концерт Scooter в Москве посетило порядка 17 тыс. человек, в том же году группа отправилась в украинский тур, выступив в Днепропетровске, Полтаве, Харькове и Киеве.
Следом вышел Back to the Heavyweight Jam («Назад к супертяжёлой импровизации»), принёсший первую для группы «золотую» награду на родине за альбом. Scooter сделали ставку на более жёсткое, клубно-ориентированное звучание. Это отразилось и на визуальном оформлении пластинки. Вместо прежнего рейверского шрифта, обрамлённого полосой, название группы стало записываться с помощью немного изменённого шрифта Crass, а дизайн обложки был предельно минималистичным — помимо названия группы и альбома на ней был помещён лишь новый символ коллектива — помещённый в округлую рамку мегафон.
Первый сингл Faster Harder Scooter, сочетающий в себе гитарные риффы, занимал высокие места в чартах, а особенного успеха достиг в странах Скандинавии. Идея его создания принадлежала менеджеру коллектива Йенсу Теле. В прошлом сам слоган активно использовался группой с момента её основания (так называлась расширенная версия песни Hyper Hyper, выпущенная ещё в 1994 году и впоследствии вошедшая в первый альбом). Сингл вошёл в тройку лучших в Швеции и стал в этой стране обладателем «платинового» статуса. Финляндия удостоила сингл второго места. Клип Faster Harder Scooter снимался немцами в пустыне Южной Африки, он поднялся на 12 место в Top 20 европейского MTV.
Back to the Heavyweight Jam получился одним из самых концептуальных альбомов Scooter и одним из самых атмосферных. Жёсткие и минималистичные хардкорные ритмы в композициях Main Floor и No Release сочетаются с лирическим началом и акустикой (Psycho) и звуками старого фортепиано (Well Done, Peter). Вместе с тем, группа продолжила выпускать синглы, ориентированные на массового слушателя, уделяя большое внимание в своих альбомах инструментальным композициям. Следующий сингл, носящий провокационное название Fuck the Millennium, в сингловой версии, с добавленной в него мелодией Wheels композитора Билли Вона, стал одним из наиболее популярных треков на вечеринках в ночь с 31 декабря на 1 января 2000 года. Ему досталась вторая строчка в Бельгии, третье место в Швеции и четвёртое место в Финляндии. Back to the Heavyweight Jam занял седьмое место в Германии, достиг первого места в Венгрии и третьего места в Финляндии. Во второй раз подряд востребованность даже такого, «тяжёлого» для большой аудитории, альбома заставила группу выпустить дополнительную версию, Strictly Limited «Fuck the Millennium» Edition — с несколькими новыми би-сайдами. В специальное издание вошли неизданные живые выступления. Названием своего сингла и нового альбома Scooter передали послание техно-группе The KLF (2K), которые издали в 1997 году собственный сингл Fuck the Millennium.

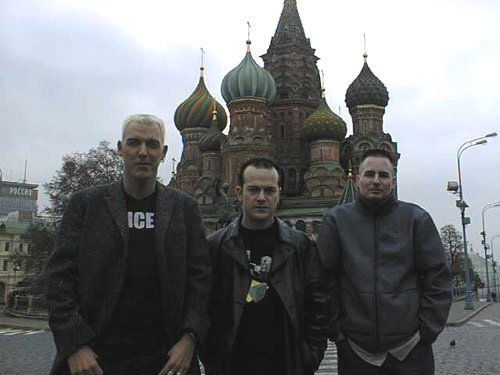
Участники группы в Москве, октябрь 2000 года. Эйч Пи Бакстер, Рик Джордан, Аксель Кун

Следующий альбом Эйч Пи Бакстер назвал «творческим экспериментом». В это время участники коллектива размышляли относительно того, каким же должен быть Scooter образца 2000-х. Так, попытки обозначить свою музыкальную идентичность и дальнейшие поиски творческого пути привели к появлению альбома Sheffield. Альбом опосредованно назван в честь английского города Шеффилда — новым прозвищем Бакстера в 1999 году стал, помимо прочих, Dave from Sheffield. В тот же год участники группы открыли свой собственный лейбл Sheffield Tunes, под которым стали выпускаться Scooter, и в 2000 году отправились в очередной гастрольный тур с аналогичным альбому названием. Многие композиции Sheffield были созданы в более медленном для группы темпе или в так называемом «триольном тайминге». Единственная песня, выполненная в традиционном стиле с «шаутами» — I’m Your Pusher была выпущена в качестве первого сингла (второе место в Венгрии). Песня, совместившая в себе множество характерных партий и присущих звучанию группы элементов, успела полюбиться фанатам, в то время как Бакстер высказал негативное отношение к ней. Ещё одним синглом стала романтическая композиция She’s the Sun, напоминавшая по звучанию музыку Depeche Mode, с одним из лучших клипов в видеографии коллектива, однако такой шаг группы не встретил особой поддержки (в Германии сингл не смог попасть в Top-40). В альбоме присутствуют совершенно разные по стилистике треки — от фристайл-песни в стиле Bomfunk MC’s (Never Slow Down) до баллады Summer Wine — кавер-версии песни Нэнси Синатры и Ли Хэзлвуда, спетой Эйч Пи дуэтом с супругой Рика Джордана Николь. В него вошла энергичная и немного шуточная песня Sex Dwarf, которая также является кавером на одноимённую песню группы Soft Cell. Традиционно в альбоме содержались оригинальные трансовые и хаусные композиции — Where Do We Go?, Cubic. Sheffield оказался неоднозначно воспринят слушателем, хотя и снискал симпатии критиков. Альбом принёс группе два «золота», Back to the Heavyweight Jam — три «золотые» записи.
Завершил второй период творчества альбом We Bring the Noise! («Мы приносим шум!»), выпущенный в июне 2001 года. Композиции на пластинке были свежи и наполнены энергией, свойственной первым альбомам. За месяц до выхода альбома в свет вышел новый сингл — Posse (I Need You on the Floor) — тяжёлый танцевальный трек, отсылающий назад, ко временам хэппи-хардкора, прежде выпущенный в инструментальной клубной версии под именем Guess Who? Трек с питченным высоким голосом, аналогичным синглам Friends и Endless Summer (в нём использован голос Рика; в последующих — и его жены Николь), был обращен к фанатам коллектива, известным как posse. Видео на этот сингл снималось в Дании, на фестивале танцевальной музыки Fredericia. Вслед за Faster Harder Scooter он поднялся в Top-10 музыкального чарта Германии.
We Bring the Noise! произвёл настоящий переворот в технологическом звучании, для его создания участники использовали современное оборудование — Korg MS 20, Roland Juno 106, Elka Synthex, Roland Paraphonic 505, EDP Wasp, EMS VCS 3, Oberheim Xpander и другие машины. В треке R U ☺? экспериментирование довело до использования забытых компьютерных звуков Commodore 64. В альбоме, отличающемся обилием кислотного звуков, голос Эйч Пи Бакстера звучал в части треков в заниженной тональности (Acid Bomb, Remedy). Второй сингл Aiii Shot The DJ, переделанный из альбомного трека и воодушевленной рифмами и текстами у Али Джи, персонажа известного комедийного шоу, показал себя в чартах достаточно скромно. На песню был снят забавный видеоклип, в котором Scooter убивают диджея и сами устраивают вечеринку. Клип воспроизводил сюжет чёрной комедии «Уикенд у Берни». Роль диджея в нём сыграл известный немецкий комик Хельге Шнайдер. Также в ограниченное издание We Bring the Noise! для бывшей Восточной Германии бонус-треком была добавлена первая перепетая группой песня на немецком языке Am Fenster за авторством немецкой рок-группы City.
Итог второй главе в творчестве подвёл новый сборник — Push the Beat for this Jam (The Second Chapter), вышедший в январе 2002 года. В этом издании присутствует ремикс классической арии Habanera из оперы «Кармен» и новый сингл — Ramp! (The Logical Song), изданный в декабре 2001 года, в котором были запитчены целые куплеты. Именно умение преподносить в новом свете старые хиты стало одной из причин успеха сингла. С этой целью Scooter обратились к композиции The Logical Song англичан из Supertramp 1979 года. Сингл заметно упрочил популярность во многих странах мира и заново познакомил с группой слушателя в разных частях света. High-pitched voice стал уникальной, присущей стилю Scooter чертой, что подтверждено и рядом английских пародий, однако известно, что Роджер Ходжсон весьма скептически оценил сотворенное группой. Также в песне прозвучал риторический вопрос, долгое время волновавший поклонников (тот самый, что был обращен последними к самим Scooter): являются ли они Ratty («Scooter, are you Ratty?!»). В свою очередь, сборник был удостоен пяти «золотых» наград (в том числе, и в Великобритании), «платины» в Венгрии, первого места в Норвегии и второго — в Швеции. Здесь также было два диска: на первом собраны лучшие песни и все заглавные треки с синглов с 1998 по 2002 годы, на втором — четыре новых композиции, четыре ремикса и пять «живых» версий песен, исполненных в Польше в 2001 году.
Последним треком, над которым работал Аксель, а позже выяснилось, что и Феррис Бюллер, стал Nessaja, вышедший позднее вместо запланированного ранее синглом Habanera, и ставший одним из лучших в дискографии — в частности, лучшим синглом группы в Германии, что и является окончанием второй главы в творчестве. Песня включала в себя мелодию известного немецкого детского мюзикла «Табалуга», сочинённую Петером Маффаем. Названная в честь одного из его персонажей, она использована в одноимённом мультфильме в качестве финальной темы. Для создания сингла группа переложила на синтезаторы написанное шотландским исполнителем Джерри Рафферти джазовое соло Bakerstreet, исполненное им в оригинале на саксофоне. 16 января 2011 года это послужило для Ферриса поводом с запозданием обвинить Scooter в плагиате. По его словам, он является автором танцевальной версии композиции Nessaja, точнее — её версии с англоязычным припевом, которая была им же спродюсирована. После чего, с его слов, адвокаты группы стали ему угрожать. Феррис Бюллер был вынужден подать встречный иск, при этом заявив: «Мне нравится видеть их (Scooter) успешными! Но только с их собственными идеями».
Scooter продолжали подводить итоги второй главы в 2002 году — вскоре был выпущен первый DVD-альбом Encore (The Whole Story) на двух дисках (на первом были представлены все клипы с 1994 по 2002, включая Nessaja; на втором — концерт группы, записанный в Кёльне в рамках тура Push The Beat For This Jam). Группой был выпущен также концертный CD Encore — Live And Direct. Encore достиг первого места в немецком DVD-чарте и получил «золотую» награду в Норвегии. После этого Аксель Кун покинул группу, сосредоточившись на сольной карьере, выпустив своим первым синглом Close to You. На его место был приглашён DJ Джей Фрог, успевший, в свою очередь, выпустить на Kontor Records свою пластинку Pushin’ и поучаствовать в других проектах под разнообразными творческими псевдонимами (одним из них был Miss Thunderpussy), который на правах нового участника снялся в клипе «Nessaja».

### Третья глава (2002—2006)
Alright everybody!

Tie your shoes! Yeah!

The third chapter has just begun!

В 2002 году группа подводила итоги предыдущих лет творчества. С 1997 года Scooter не удавалось покорить британские чарты, но возвращение состоялось благодаря синглу Ramp! (The Logical Song), который стал первым в Норвегии и Австралии. Сингл удостоился в обеих странах «платины» и получил «золото» в Швеции. Изданный под оригинальным названием The Logical Song в Великобритании, он был удостоен «золота» и второго места в музыкальном чарте этой страны. Сингл Nessaja принёс группе очередную «золотую» награду, первую строчку в Германии и второе место в Австрии, получил «золото» в Норвегии (наряду со вторым местом в чарте) и Швеции.
Свои достижения Scooter закрепили, выпустив в 2002 году сборник всех синглов 24 Carat Gold с 2002 по 1994 год (в хронологическом убывании), который был отмечен «золотой» записью в Чехии. Альбом Push the Beat For This Jam (The Second Chapter) на одном диске был переиздан в Англии как Push the Beat For This Jam (The Singles '94-'02), а в США под названием Pushing The Beat (The Best Of Scooter) издан с отдельным треклистом на лейбле Radikal; на пластинке также присутствовала Nessaja. Следующие пять синглов, уже в рамках третьей главы творчества, неизменно попадали в британский чарт (в том числе, Nessaja — четвёртое место, Weekend! — 12 место, Maria (I Like it Loud) — 16 место). Сингл Posse (I Need You On the Floor), перевыпущенный в том же году в Британии с особой версией трека, достиг 15 места.
Студийный альбом вышел только в 2003 году и назывался The Stadium Techno Experience («Опыт стадионного техно») — и стал одним из лучших в дискографии группы («золото» в Норвегии, Швеции, Венгрии, Румынии, «платина» в Чехии, «серебро» в Португалии и Великобритании, а также 18 место в чарте этой страны) и достиг седьмой строчки в немецком чарте альбомов. За этот альбом группа получила награду ECHO в 2004 году как «Лучшая танцевальная группа Германии». Этим альбомом группа показала, что в рамках третьей главы участники намерены в первую очередь заниматься экспериментами с семплами других исполнителей. В то же время это не было диджействованием или компиляцией в привычном понимании: Джордан и Фрог создавали совершенно новые музыкальные композиции, наполненные энергичным исполнением Бакстера. В рамках The Stadium Techno Experience вышло три сингла, два из которых с запитченным голосом: Weekend!, занявший второе место в Германии и первое место в Венгрии, «платиновый» статус и третье место в Норвегии, четвёртое место в Австрии, Дании и Ирландии, а также The Night — кавер-версия песни итало-диско певицы Валери Дор с припевом одноимённой композиции. Maria (I Like it Loud) принёс группе четвёртую строчку в немецком сингловом чарте и «золотую» награду в Австрии.
Благодаря простой и запоминающейся «кричалке», выпущенная из альбомом песня Maria (I Like it Loud), также являющаяся «скутеровской» версией написанного в 1997 году Диком Рулзом и Марком Акардипейном техно-трека I Like it Loud, быстро завоевала популярность у немецких поклонников. В тексте припева произносится: My radio, believe me, I like it loud…, однако с подачи охранника группы, неверно расслышавшего слова, «моё радио» превратилось у Scooter в Maria. С тех самых пор она повсеместно скандируется на концертах, причём сингл стал фактическим гимном футбольных клубов «Стяуа» (Румыния) и «Филадельфия Юнион». По взаимной договорённости со Scooter на сингл вышел совместный видеоклип, где Эйч Пи сходится с Диком в MC-баттле, провоцируя жестами на словесную дуэль. Также в клипе камео появляется актёр Ральф Мёллер. Помимо сингловых хитов, примером наполнения альбома явились инструментальные композиции. Трек Soul Train — образчик композиции в стиле технотранс с жёсткой и отрывистой бас-линией, а эпический Level One представляет собой ремейк финальной темы компьютерной игры Turrican II, за который группа получила благодарность его автора, композитора Криса Хюльсбека. В более поздних версиях альбома трек Roll Baby Roll был переименован в Swinging In the Jungle из-за проблем с авторскими правами, и на последующих тиражах альбома проигрыш в песне был изменён.
Новый тур группы в 2004 году получил название We Like It Loud. Заключительный его концерт от 23 февраля в Доках Гамбурга 10th Anniversary Concert, Monday 23.02.04 @ Docks/HH вышел в качестве альбома для скачивания в интернете. Кроме того, аудиозаписи выступления, посвящённого 10-летию коллектива, были доступны и посетителям официального сайта Scooter. В концерт вошла переработанная «живая» версия песни Hyper Hyper 1994 года (по прошествии четырёх лет объединена с хардстайл-версией трека Move Your Ass! в единую завершающую композицию). Последующие концерты немцев охватили собой почти всю географию земного шара. Так, у Scooter состоялись первые выступления в Африке (в столице Намибии Виндхуке) и в Дубае (ОАЭ), а также прошёл большой тур в пяти городах Украины (отснятый в поездке материал потом вошёл в видео One (Always Hardcore)).

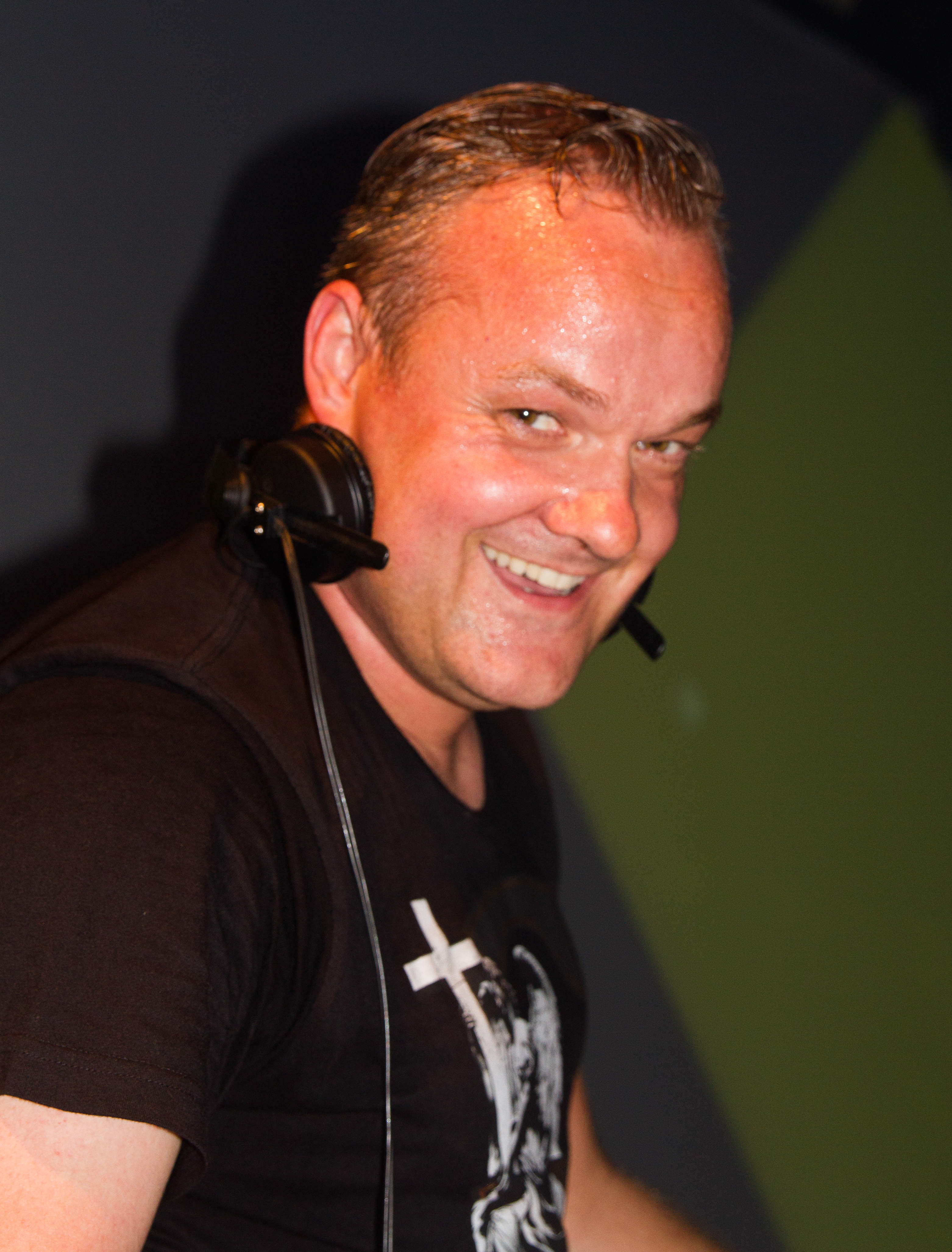
Джей Фрог — участник группы в 2002—2006 годах

Следующий альбом, Mind the Gap («Помни о промежутке»), вышел в 2004 году сразу в трёх версиях (Basic, Regular, Deluxe). Mind the Gap получился альбомом многих стилей с отсутствием единой концепции, в нём присутствуют транс, техно и диско. На фоне успеха предыдущего альбома общая музыкальная направленность группы разворачивается в сторону коммерческого звучания, предлагая отныне разнообразному слушателю треки на любой вкус. Альбом получил три «золотые» записи. В его рамках вышло четыре разных по стилистике сингла. Jigga Jigga! — ритмичный трансовый боевик со вставкой мелодичного женского вокала Николь, жены Рика. Клип на эту песню Scooter снимали во время гастролей в Японии и на концерте в Нагое. Shake That! — трек в стиле дискохаус, подхваченный радиостанциями, попал в чарт Испании, занял 17 место в Португалии и третье место среди самых проигрываемых треков России. В Чехии сингл был отмечен «золотой» наградой, в Венгрии он получил первую строчку. One (Always Hardcore) — мощный концертный сингл в стиле дэнскор, элементами евродэнс и хором вместо припева, ставший своеобразным гимном группы, в котором группа использовала проигрыш из хита Move On Baby итальянского коллектива Capella. Suavemente же резко отличается от альбомной инструментальной версии трека. Звучание этого сингла было слишком простым и ориентированным на поп-эстраду, что принесло ему попадание в Top-20 Испании. Все синглы из альбома вошли в танцевальный чарт Бразилии. В интервью для DVD Under the Radar Over the Top Эйч Пи Бакстер назвал One (Always Hardcore) среди тех песен, без которых невозможно представить себе стиль группы. Трек All I Wanna Do написан в стилистике олдскульного рейва и близок по звучанию к Beautiful Vibes из дебютного альбома. Panties Wanted представлял собой перепевку песни с гитарными звуками коллектива Bay City Rockers (электро). В альбоме присутствовала являющаяся кавер-версией песня Stripped группы Depeche Mode c одноимённым названием. В Mind the Gap лишь одна композиция, The Chaser, не содержала чужих семплов.
В 2004 году Scooter приняли участие в отборе для музыкального конкурса Евровидение, выступив с песней Jigga Jigga!. По регламенту её длительность пришлось специально сократить до трёх минут. Отбор проходил в два раунда, победителя определяли путём голосования по телефону и через SMS-сообщения. Scooter стали только вторыми: убедительную победу одержал Макс Мюцке с песней Can’t Wait Until Tonight, набрав 67 % голосов в первом раунде и 92,05 % во втором (Scooter набрали 7 % и 7,95 % голосов соответственно). Также в этом году группа издала на виниле свой трек Bramfeld 1999 года, написанный как би-сайд к синглу Call Me Mañana.
9 сентября 2005 года Scooter впервые выступили в США. На «Олстейт-арене» в Чикаго они участвовали в концерте с такими европейскими звёздами, как Aquagen и Бенни Бенасси. Также в США был записан клип на новую песню Hello! (Good to Be Back) с гитарными семплами, которая впервые была представлена публике именно на этом концерте, и главного сингла из последнего полноценного альбома в этом составе. В песне использован практически идентичный мотив треку One (Always Hardcore).
Who’s Got the Last Laugh Now? («Кто будет смеяться последним?»), вышедший в конце 2005 года, ознаменовал возвращение группы к своим истокам. Подтверждением этому стал написанный трек под названием Unity Without Words. Part III (первые две части этой растянутой во времени композиции составляли би-сайды двух синглов Первой главы творчества Scooter, вышедшие с разницей в несколько лет). Альбом получил «золото» в Румынии. Здесь присутствовали уже традиционные треки с питчем (See Me, Feel Me), так и выделяющиеся своей мелодикой Privileged To Witness c припевом из песни Walking on the Moon группы Police и инструментальная композиция Mesmerized. В альбоме представлены и нетипичные для Scooter треки, вписанные в его общую атмосферу — повторяющее творчество хип-хоп артистов песня The Leading Horse, композиция Take Me Baby с трансовыми партиями, написанная в Benassi-стиле. Вторым синглом был выпущен микс трека Rock Bottom со стилизованным под Maria (I Like it Loud) припевом, записанным на мотив трека Explode немецкого дуэта Jordan & Baker, и композиции Apache с её знаменитой мелодией (использована в сингле и развита в качестве его проигрыша), названный Apache Rocks The Bottom!. На сингл был отснят видеоклип в декорациях салуна на Диком Западе. Сама же песня большого интереса не вызвала, однако получила второе место в Финляндии. Следом за Nessaja сингл попал на пятое место в Дании. Отдельно для Нидерландов синглом вышел частично видеоизменённый Rock Bottom.
Особенностью третьей главы в творчестве Scooter стало обилие использованных семплов других исполнителей в треках. Одновременно группа производила самостоятельные би-сайды, трансовые треки, виниловые записи, пользовавшиеся популярностью в диджейских кругах. Инструментальные треки Trance-Atlantic и Apache из двух последних альбомов были выпущены на винилах и оказались востребованы в своих сетах у диджеев. Также в 2000-х годах Scooter активно сотрудничали с другими исполнителями, создавая ремиксы для них. Среди них были Modern Talking, для которых гамбуржцы записали ремикс для сингла Win the Race в 2001 году, Bloodhound Gang с треком Uhn Tiss Uhn Tiss Uhn Tiss и другие.
Подведением итогов третьей главы можно считать DVD-сборник Excess All Areas («Сверх всех пространств»), вышедший в 2006 году. На первом диске была представлена запись концерта группы в Гамбурге из Who’s Got the Last Laugh Now? Tour, на втором — все клипы группы с 1994 по 2005 год. В туре Scooter сопровождал экс-гитарист блэк-метал группы Venom Джефф Мантас Данн.
В 2006 году вместо Джея Фрога, возобновившего сольную карьеру диджея, в группу пришёл музыкант Михаэль Симон, который был известен ещё в 1990-х по проекту Simon & Shahin. Более того, ещё в рамках первой главы Scooter сотрудничали с данным проектом, создавая ремиксы для него; Simon & Shahin, в свою очередь, сделали два ремикса на синглах Scooter и участвовали в первом концертном туре группы — Age of Love Tour.

### Четвёртая глава (2006—2014)
In the year of the lord — 1994

We conqured the floor.

That was then!

This is chapter four!

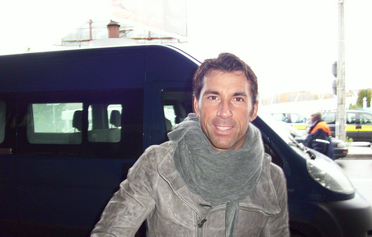
Михаэль Симон, новый участник коллектива (2009 год, перед концертом в Минске)

Первым совместным продуктом вместе с Михаэлем Симоном стал сингл «Behind the Cow». Эйч Пи и Рик пояснили, что интерес к теме возник после того, как несколько лет назад поклонники группы из Восточной Европы прислали фотографию раскрашенной коровы с надписью Scooter на боку (это животное на мгновение появлялось ещё в видеоклипе «Nessaja»; помимо этого, в тексте этой песни есть слова «the painted cow» — «раскрашенная корова»), однако теперь было решено посвятить ей целый сингл. Строчка отныне гласила: «Легенда — позади коровы» («The Legend… Behind the Cow»). Кроме того, в песне фигурировал проигрыш, сочиненный группой The KLF. Клип на сингл снимался в Индии в традициях болливудского кинематографа. В «Behind the Cow» была также включена партия американского рэп-исполнителя Fatman Scoop’а. Первоначально рэп-вставка в нём принадлежала другому рэперу Линкольну, в таком виде он была представлена публике 1 декабря 2006 года на выпуске шоу «The Dome» в честь его десятилетия. Новый сингл официально был выпущен 19 января 2007 года. Как и «Hello! (Good to Be Back)», он занял третье место в Финляндии.
9 февраля 2007 года вышел новый альбом группы «The Ultimate Aural Orgasm» («Запредельный ушной оргазм»), который соединил различные музыкальные направления: песни в традиционном для слушателя стиле («Behind the Cow», «Ratty’s Revenge», «Imaginary Battle»), трансовые и хаусные композиции, среди которых особенно выделяется «Love is an Ocean», и новаторские для коллектива треки в популярном электро-эйсид стиле («UFO Phenomena»); английские баллады в исполнении Николь, совмещение народных музыкальных инструментов в песне «The United Vibe» и фирменного звучания волынки с оперным пением и современными техно звуками («East Sands Anthem»), а также часто используемых The Prodigy cемплов и главной темы из канонической песни Blur «Song 2» в гитарном треке «Does the Fish Have Chips?». По сравнению с предыдущими, альбом характеризует обилие рифмованных текстов, «грязное» звучание и некоторая недосказанность всего материала на фоне общего объединяющего начала. По словам группы, в момент его написания они не ставили перед собой конкретных задач и чётко не понимали, какого результата хотели добиться, однако появление нового участника вскоре позволило пластинке подняться на шестое место в Германии. Одну из композиций альбома, «The Shit That Killed Elvis» («Наркота, убившая Элвиса»), Scooter записали совместно с американской рок-группой Bloodhound Gang и их вокалистом Джимми Попом.
21 марта того же года вышел сингл «Lass uns tanzen», содержащий семпл «Disco Band» группы Scotch. Это был первый преимущественно инструментальный, ориентированный на клубы, сингл группы (если не считать «Vallée de Larmes»), в котором Эйч Пи повторяет ограниченное количество слов и фраз на немецком языке, что также позволяет говорить о том, что «Lass uns tanzen» стал первым немецкоязычным синглом Scooter. Германские критики отмечали довольно вызывающий его текст («Lass uns tanzen Oder ficken, Oder beides, denn Morgen sind wir tot», что в переводе с немецкого означает следующее: «Давайте танцевать, или „заниматься любовью“, или и то и другое, потому что завтра мы умрём»), а также смелость коллектива в выпуске «неформатного» сингла, который, скорее всего, не сможет попасть в общемузыкальные хит-парады, но будет иметь успех в танцевальных чартах. В соответствующем клипе на трек была показана закрытая вечеринка-маскарад, подобная фильму «С широко закрытыми глазами». Несмотря на то, что синглу удалось достичь лишь 19 места в музыкальных чартах Германии, пребывал он там на протяжении 18 недель. 30 марта группа начала свой первый в истории клубный тур с DJ-сетами по городам Австрии и Германии — «Lass uns tanzen Club Tour 2007». 16 ноября 2007 года тур продолжился полноценными выступлениями в Австралии, в течение которого группа посетила Сидней и Брисбен.
6 августа Scooter выпустили «новый-старый» интернет-сингл «Stripped» в веб-варианте, который должен был выйти в свет в марте 2005 года, но в последний момент было принято решение выпустить «Suavemente». В сингл добавлены всего два трека: оригинальная «скутеровская» версия из альбома «Mind the Gap» и версия в классической оркестровой обработке.

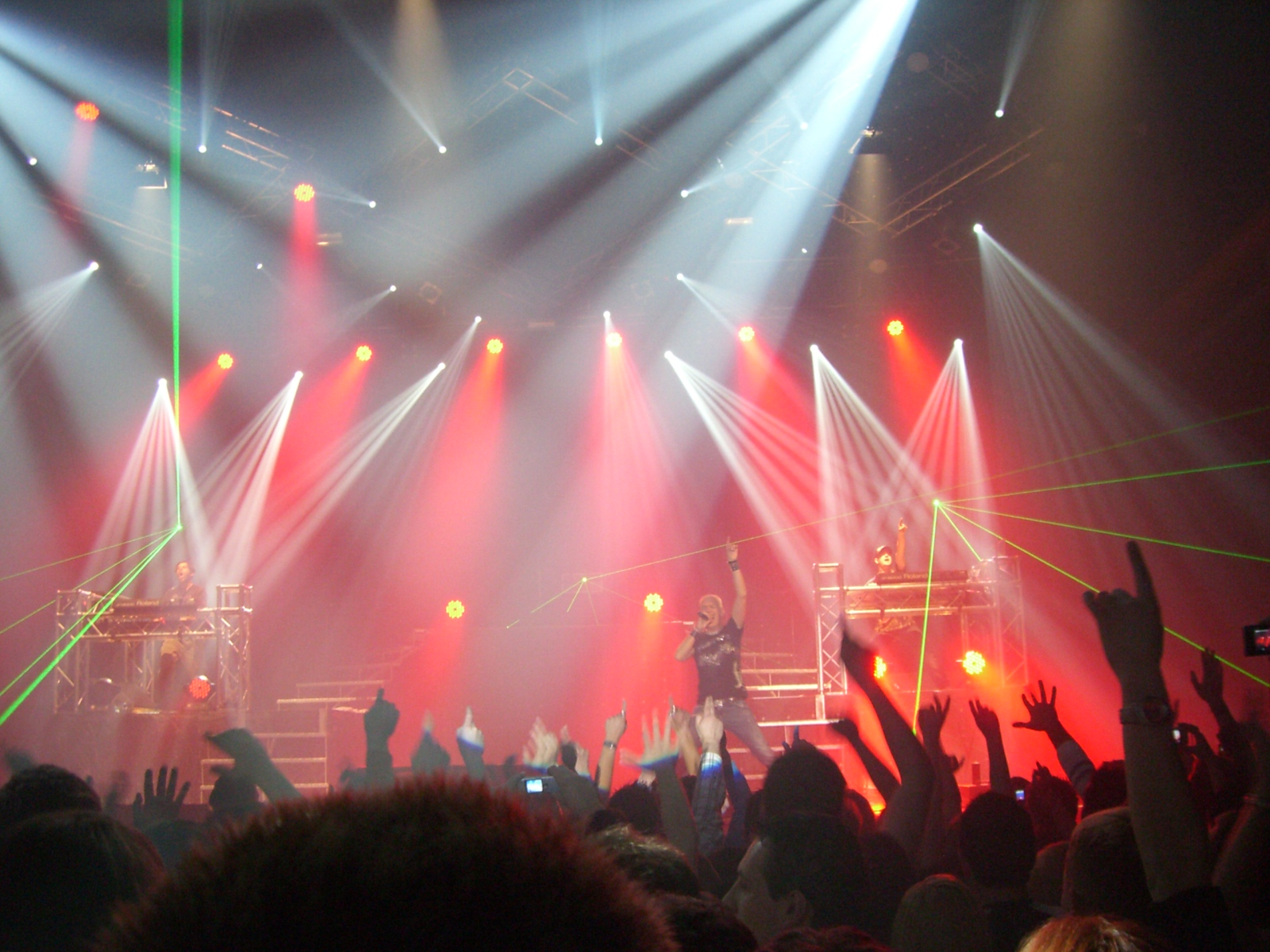
Концерт на арене Zenith в Мюнхене в рамках Jumping All Over the World Tour. Начало 2008 года.

 30 ноября 2007 года Scooter выпустили очередной за год альбом под названием «Jumping All Over the World», отмеченный девятым местом в музыкальном чарте Германии. Второй альбом оказался куда более радикальным, но вернул группе прежнюю лёгкость звучания и повлёк за собой столь необходимые изменения. Подавляющее количество его композиций выполнены в джампстайле, новом направлении в танцевальной музыке, и не отличаются разнообразием; в клипах же были представлены исполняющие этот танец джамперы. Своим появлением пластинка была во многом обязана успеху синглу «The Question is What is the Question?», изданному 10 августа, который стал первым после «One (Always Hardcore)» хитом, попавшим в Top-10 Германии, где занял пятую строчку, и в 2013 году получил «золотой» статус. Сингл поднялся на второе место в Австрии, а также вошёл в Top-5 Финляндии и Венгрии. Приложенный к новому альбому CD2 в Limited Edition также содержал «The Scooter Top Ten Anthology» с самыми известными хитами группы, вошедшими в немецкий топ. В синглах группа продолжила использовать весёлые мелодии c запитченными припевами, открывая новые музыкальные рамки. При этом далеко не все композиции понравились поклонникам по стилистике, и среди подвергшихся критике значатся заглавные треки синглов «The Question is What is the Question» и «And No Matches» (на мотив трека «Big Big World» певицы Emilia), тоже удостоенного попадания в десятку немецкого чарта. Вместе с тем, на нём оказались композиции, мгновенно ставшие одними из самых любимых среди поклонников творчества группы, как «Cambodia». В качестве би-сайда на сингле «The Question is What is the Question?» была представлена обработка мелодии «How Much is the Fish?» в джампстайле, получившая название «The Fish Is Jumping».
30 апреля 2008 года альбом «Jumping All Over the World» был издан в Великобритании. В первую неделю продаж альбом разошёлся тиражом в 33 557 копий и занял первое место, потеснив при этом Мадонну с альбомом «Hard Candy»; спустя две недели после релиза, получил «серебро», ещё через две — «золото», а 22 августа — «платину». В Германии он тоже получил статус «золотого». В Ирландии альбом достиг третьего места. Сингл «Jumping All Over the World», выпущенный 1 февраля 2008 года в Германии, поднялся на 10 строчку в этой стране и занял 28 место в Великобритании. «Jumping All Over the World», также как и «The Stadium Techno Experience» с синглами, имевшими огромный успех во многих странах, является одним из наиболее коммерчески успешных альбомов группы, по словам Эйч Пи Бакстера: «он сработал идеально». В 2008 году Scooter дали серию концертов в рамках двух британских «Clubland Tour» вместе с Cascada, в которых также участвовали артисты, имеющие отношение к лейблу All Around The World и ответственные за написание ремиксов на группу. На выступлении в Манчестере 14 марта было отснято видео на следующий сингл Scooter из альбома — «I’m Lonely», который увидел свет 18 апреля; благодаря ему группа в 22-й раз попала в Top-10 немецкого синглового чарта.
26 сентября вышел очередной сингл «Jump that Rock [Whatever You Want]», записанный совместно с британской группой Status Quo. Сингл также вышел в Англии наряду с «The Question is What is the Question» и «Jumping All Over the World». В него вошёл гитарный семпл из старого хита Status Quo — «Whatever You Want», переложенный на хардстайл под речовки фронтмена Scooter. Основой для песни стал инструментальный трек «Jump that Rock!», написанный в качестве последней композиции для британской версии альбома «Jumping All Over the World». Эйч Пи Бакстер заявил, что идея совместного сингла пришла после того, как выяснилось, что менеджеры групп знакомы друг с другом. Записью, сведением и аранжировкой занимались Scooter, а лично участники двух коллективов познакомились уже при записи видеоклипа.
В конце сентября альбом «Jumping All Over the World» был переиздан под названием «Jumping All Over the World — Whatever You Want». Отличия от оригинала заключаются в следующем: обложка альбома была заменена на британскую, с фотографией участников коллектива и световыми эффектами на заднем плане; по аналогии с британским изданием вместо оригинальной версии в альбом была включена взрывная трансовая версия сингла «I’m Lonely», вместо инструментальной композиции «Lighten Up the Sky» — переработанная версия трека с добавленным текстом. Кроме того, к альбому прилагался CD2, представляющий собой трибьют-альбом в рамках проекта «Hands On Scooter», куда вошли композиции различных исполнителей, по-своему интерпретировавших песни группы Scooter, среди которых присутствуют Bloodhound Gang, Sido, Andreas Dorau и Jan Delay. Немецкий рэпер Sido, в частности, представил сингл «Beweg Dein Arsch» (нем. «Move Your Ass!») с семплом из одноимённого «скутерского» трека. Bloodhound Gang записали собственную версию песни «Weekend!», которую исполняли на своих концертах. Прежде в британском издании альбома трек «The Question Is What Is The Question? (Headhunters Remix)» из антологии на CD2 был заменён на «Apache Rocks The Bottom!», изданный как сингл в этой стране в 2006 году в качестве промо английским лейблом Scooter, ранее выпустившем сингл «Jigga Jigga!». Standart Edition «Jumping All Over the World — Whatever You Want» вместо него включал трек «Jump that Rock [Whatever You Want]» со Status Quo и сингл проекта Sheffield Jumpers «Jump With Me». Premium Edition содержал в себе DVD с записью концерта в Берлине, в крепости Шпандау. На нём по прошествии десяти лет представлена новая версия «How Much is the Fish?» в хардстайл-обработке.
14 августа 2009 года Scooter выпустили мощный ритмичный сингл «J’adore Hardcore» с легко скандируемым припевом на мотив песни «Chase The Sun», получивший известность благодаря группе Planet Funk, положившей в основу своего трека мелодию Эннио Морриконе. В нём заглавные слова произносит давняя французская фанатка группы — Мадди́ (её для записи голоса пригласил Михаэль Симон). Видео, в котором австралийские танцоры Pae и Sarah исполняли танец melbourne shuffle, набрало рекордное для группы количество просмотров на YouTube — более 28 млн по состоянию на 2016 год. 2 октября был выпущен новый альбом «Under the Radar Over the Top» в двух версиях. В Deluxe-издание вошли: CD1 — собственно альбом; CD2 — «The Dark Side of Scooter», сборник избранных треков от группы (в основном тихих и мелодичных песен, большинство которых не выходило в качестве синглов); DVD с отрывками из различных выступлений и поездок Scooter, которые раньше не выпускались, а также интервью с группой и видео о работе в студии; подарки для фанатов — эксклюзивная цепочка, флаг и карточка с автографами участников коллектива. Основным отличием от предыдущего альбома стало то, что большинство треков на этот раз представляли стиль хардстайл, кроме того, его выгодно отличало характерное для группы собственное звучание и мелодичные аранжировки, как, например, в треке «Bit a Bad Boy». В альбоме также присутствовал питч, а один из треков «State of Mind» содержал голос вокалистки Within Temptation Шарон ден Адель. В свою очередь, Scooter сделали ремикс на песню коллектива «Sinéad». В Великобритании альбом «Under the Radar Over the Top» по неизвестным причинам вышел с новой обложкой, кардинально отличающейся от немецкого издания.

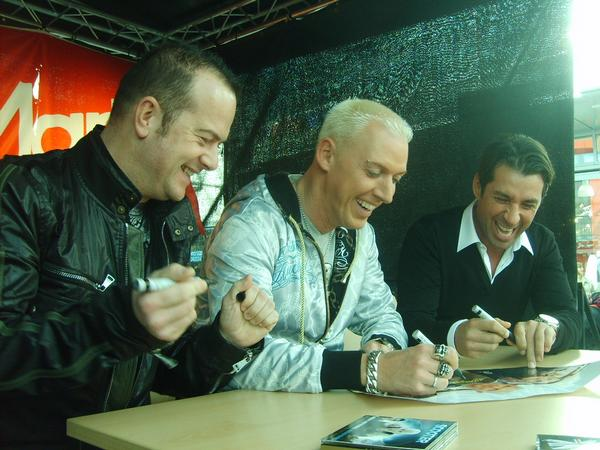
Группа на автограф-сессии после выхода новой версии альбома осенью 2008 года. Рик Джордан, Эйч Пи Бакстер, Михаэль Симон.

2 октября 2009 года был издан второй сингл из альбома — «Ti Sento», записанный совместно со знаменитой итальянской певицей Антонеллой Руджеро, бывшей солисткой Matia Bazar. Клип на песню «Ti Sento» является одним из самых красивых у Scooter и оказался один из немногих видео с сюжетом: он снят в стилистике фильма «Город грехов», и его действие происходит в опере. Сингл занял пятое место в Венгрии, «J’adore Hardcore» и «Jump that Rock [Whatever You Want]» — шестое место. В него вошёл би-сайд под названием «Scarborough Reloaded», который представляет собой хардстайл-римейк трека «Scarborough Affair» из альбома «The Ultimate Aural Orgasm» (название происходит от английской народной баллады Scarborough Fair). Через неделю новый альбом вошёл в официальный чарт лучших музыкальных альбомов Германии на второй строчке. По месту в немецком чарте альбом стал самой успешной пластинкой за всю историю группы.
По заявлениям итальянского диджея и композитора Technoboy, на многие треки из этого альбома Эйч Пи Бакстера вдохновило прослушивание его композиций. В своём саркастическом письме, обращаясь к фронтмену коллектива, он благодарил его за уважение, которое тот проявил к музыке в стиле хардстайл, подразумевая то, что ни его имя, ни имена других хардстайл-продюсеров не были нигде им упомянуты. Речь шла о заимствовании семплов, идеи и названия трека. Его версия «Ti Sento» вышла всего несколькими месяцами ранее, но имела довольно сильные отличия от сингла Scooter. Заимствования коснулись лишь отдельных элементов, а проигрыш из неё был использован группой в видоизменённом виде в другом треке этого альбома — «Where The Beats…». В треке «Jumping All Over the World» музыкальная партия была также заимствована у Headhunterz.
27 ноября 2009 года группа выпустила третий сингл из альбома — «The Sound Above My Hair», являющейся вокальным кавером на композицию «Wonderful Life», написанную группой Black. Новая версия трека отличалась от альбомной и содержала семпл с часто использовавшимися ранее в творчестве Scooter волынками. Это был первый сингл, который вышел в формате только двутрекового сингла (2-tracks CDM). Позднее подобная практика продолжилась. В том же году Scooter записали ремикс на песню «Pussy» группы Rammstein, музыкальной основой которого послужил трек «Lass uns tanzen», а также ещё нескольких записанных ремиксов.
В феврале 2010 года Международная федерация хоккея с шайбой (IIHF) объявила о том, что официальным гимном 74-го чемпионата мира, который пройдёт с 7 по 23 мая в Германии, станет композиция Scooter «Stuck On Replay». Припев песни, взятый для трека у Лайнела Ричи «Я чувствую в глубине души, что я не могу проиграть — Я думаю, что я на правильном пути» (I got this feeling down deep in my soul that I just can’t lose — Guess I’m on my way), его мощный настрой и эмоциональный потенциал, по мнению организаторов, должен настроить на хорошую спортивную борьбу участников соревнований. Группа выступила на церемонии открытия турнира в Гельзенкирхене на Фельтинс-Арене. В рамках чемпионата мира на хоккейных аренах Кёльна (Ланксесс-Арена), Мангейма (САП-Арена) и Гельзенкирхена звучали и другие композиции из нового альбома Scooter. В марте начался очередной тур группы — Under The Radar Over the Top Tour 2010, на нём прозвучала обновлённая версия трека «Posse (I Need You on the Floor)». Позднее выходит очередное DVD с концертом в Гамбурге «Live In Hamburg» — и новый сингл стал частью кампании по рекламе чемпионата мира. И несмотря на то, что ему не удалось снискать высоких мест, он продолжал находиться в немецком чарте на протяжении 12 недель. Также мелодия сингла была интегрирована в официальный сайт первенства. В ходе концертов исполнялись новые версии треков с «Under The Radar Over the Top»: «Where The Beats… (Have No Name)» с припевом сингла U2 «Where The Streets Have No Name» и «Bit A Bad Boy» — из «3» Бритни Спирс, которые впоследствии не были изданы.
15 апреля 2011 года вышел сингл «Friends Turbo», римейк сингла 1995 года «Friends», использованный в саундтреке к голландской комедии «New Kids Turbo», сюжет которой основывается на приключениях эксцентричных друзей, «застрявших» в 1990-х. Песня была записана специально для рекламной кампании фильма на территории Германии и достигла 43 места. В Нидерландах главным саундтреком стала композиция Поля Эльстака «Turbo». Песня была записана в стиле uk-хардкор, и на неё был снят пародийный видеоклип, в котором участники коллектива предстали в сценических костюмах, похожих на те, в каких появились в клипе «How Much Is The Fish?».
29 апреля группа анонсировала новый альбом и сингл. Альбом получил название «The Big Mash Up». Выход альбома неоднократно переносился самими Scooter. Немногим ранее Бакстером был объявлен в качестве двойного сингла «Friends Turbo/The Only One», а также было заявлено, что, начиная работать над пластинкой в студии, они изначально пошли неверным путём, неоправданно увлекшись стилем электро, но затем поняли, что «это не их чашка чая». При написании альбома музыканты отказались от использования всех старых инструментов. На нём группа пообещала разнообразие стилей — от хауса до хардстайл и драм-н-бейс. Сингл «The Only One» вышел 20 мая 2011 года в преддверии грандиозного концерта группы «The Stadium Techno Inferno» на «Имтех Арене» в Гамбурге в июне. В концерте участвовали специально приглашённые гости. Он практически не был представлен в чартах, но в Австрии занял 20 место. «The Only One» упрекали в отсутствии свежих и оригинальных идей, когда как «Friends Turbo» подвергся критике за повторную переработку собственного хита, но, вместе с тем, новый сингл отличался и чуть более медленным bpm по сравнению с «классическими» для группы быстрыми ритмами. Неизменным в треке оказалось использование синтезатора TB-303, характерного для многих композиций группы. В записи этого трека принимал участие Крис Авангард, молодой стажёр группы Scooter, который в прошлом работал студийным ассистентом и помогал группе записывать новый альбом. Его имя упоминалось в буклете чаще, чем имя Михаэля Симона. На его отдельном CD2 был представлен мегамикс всех хитов группы «Suck My Megamix: The Longest Scooter Single in the World», именуемый не иначе как «самый длинный сингл Scooter».
14 октября вышедший в свет в один день с альбомом сингл «David Doesn’t Eat» явился следствием увлечения стилем дабстеп Риком Джорданом, который полагал, что этот музыкальный стиль должен существенно повлиять на развитие электронной музыки. Также он выделил на пластинке композицию «Beyond The Invisible» со вставками рэп-баттлов, ставшую интерпретацией песни Enigma в заданном стиле. Одним из фаворитов из альбома для поклонников стал хаусовый трек «Close Your Eyes», сочетавший в себе жёсткие ритмы и лёгкий женский вокал. Последующие синглы «C’est Bleu» (хардстайл) — кавер-версия известного шлягера «L’amour est Bleu» с голосом приглашенной греческо-люксембургской певицы Вики Леандрос, которая впервые исполнила его на конкурсе Евровидение в 1967 году, и смягченным битом (его звучание многие поклонники определили как «дешёвое»), и «It’z a Biz (Ain’t Nobody)» в записанной заново версии с резкими переходами, выраженной мелодикой и басами, посвящённой предстоящему туру «The Big Mash Up», не поднимались выше 70 места. C выходом альбома медленная альбомная версия трека, заранее анонсированная для диджеев как новый сингл, в нетипичном для группы стиле dutch house, тем не менее, прежде получила в клубах некоторую известность. Специально для тура группой записана изменённая дабстеп-версия песни «Faster Harder Scooter», связанная в один трек с «Ramp! (The Logical Song)».
В ноябре 2012 года вышел очередной альбом, «Music for a Big Night Out». Выходу альбома предшествовал изданный в сентябре (и впервые только в качестве веб-релиза), сингл под названием «4 A.M.». Несмотря на небольшие продажи в Германии, по сравнению с работами последних лет трек хорошо зарекомендовал себя в чартах диджеев и достиг пятого места в общероссийском радиочарте. Сингл занял 29 место в чарте скачиваний Финляндии. Одновременно с альбомом вышел сингл «Army of Hardcore», который представлял собой агрессивный трансовый боевик. В альбоме главенствовал стиль траус («No Way to Hide» и «I Wish I Was»), и вокалисткой в большинстве треков была Джей Маршалл, которая пела в сингле «4 A.M.». Если широкие массы слушателей не восприняли столь радикальные перемены в музыке группы на предыдущей пластинке, то к новому альбому фанаты отнеслись более благосклонно. В нём Бакстером в конечном счёте была перепета композиция «What Time Is Love?» группы The KLF, наигровка из которой неоднократно использовалась Scooter (в песне «Behind The Cow», в переработанном виде — в синглах «Posse (I Need You on the Floor)», «Jigga Jigga!», «No Fate»). В свою очередь, упоминание в ней «последней главы» (The final chapter, prophetic, poetic. When I’m done, this calls for anesthetic) обратило на себя внимание поклонников. Записывать «Music for a Big Night Out» гамбуржцам помогали музыкант под псевдонимом Jerome и Eric Chase. В это же время Рик Джордан постепенно отошёл от написания музыки для Scooter. Участники группы выделили лучшие, по их мнению, его треки — «Army Of Hardcore» (Эйч Пи), «Black Betty» (Рик) и «Too Much Silence» (Михаэль).
Характерным явлением времени стали сольные вечеринки в формате DJ-сета Эйч Пи Бакстера и Михаэля Симона под лозунгом «Who The Fuck Is H.P. Baxxter?» (выступления в рамках клубного тура продолжаются и по сей день). В 2012 году для скачивания в интернете вышел одноимённый сингл, написанный Джеромом, в 2013 году — ремикс R.I.O. в стиле бигрум на знаковую для группы песню «Maria (I Like it Loud)». Клубная версия трека 2013 года спустя 10 лет высоко поднялась в немецких DJ-чартах. Сингл с ремиксом предшествовал появлению компиляции «20 Years of Hardcore», выпущенной на двух CD, и впоследствии в неё добавлен. В сборник вошли лучшие хиты Scooter (синглы «Let Me Be Your Valentine», «I Was Made for Lovin’ You», «I’m Your Pusher», «She’s The Sun», «Suavemente» и другие были включены исключительно в его расширенное веб-издание). Альбом получил первую строчку в чарте российского iTunes.
В 2013 году у Scooter состоялся грандиозный тур, прошедший в 11 городах России, который предварял собой юбилейное турне по случаю 20-летия коллектива. В течение года Scooter выпускали все свои переизданные в ремастеринге студийные альбомы, начиная с дебютного. Последним из них стал «The Big Mash Up». Альбомы выходили в дигипаке под одноимённой вывеской «20 Years of Hardcore» в расширенных версиях, дополнительно включающих в сами альбомы избранные версии, би-сайды и ремиксы синглов, которые привязывались ко времени выхода того или иного альбома в дискографии Scooter, и максимально состояли из трёх дисков. Звучание первых альбомов было заметно усилено и улучшено. Однако на последние альбомы ремастеринг существенно повлиять не мог, но, так же как и остальные, все альбомы, кроме последнего, стали частью единой юбилейной серии.

### Пятая глава (2014—2018)
Chapter five!

«После 20 фантастических хардкорных лет я понял, что сейчас самое время попробовать что-то новое, выбрать новое музыкальное направление, а также провести немного больше времени со своей семьёй и друзьями.»
«Четверть века создания музыки вместе — мы продлились дольше, чем многие браки. Это было прекрасное и успешное время. Теперь начинается новая глава!»

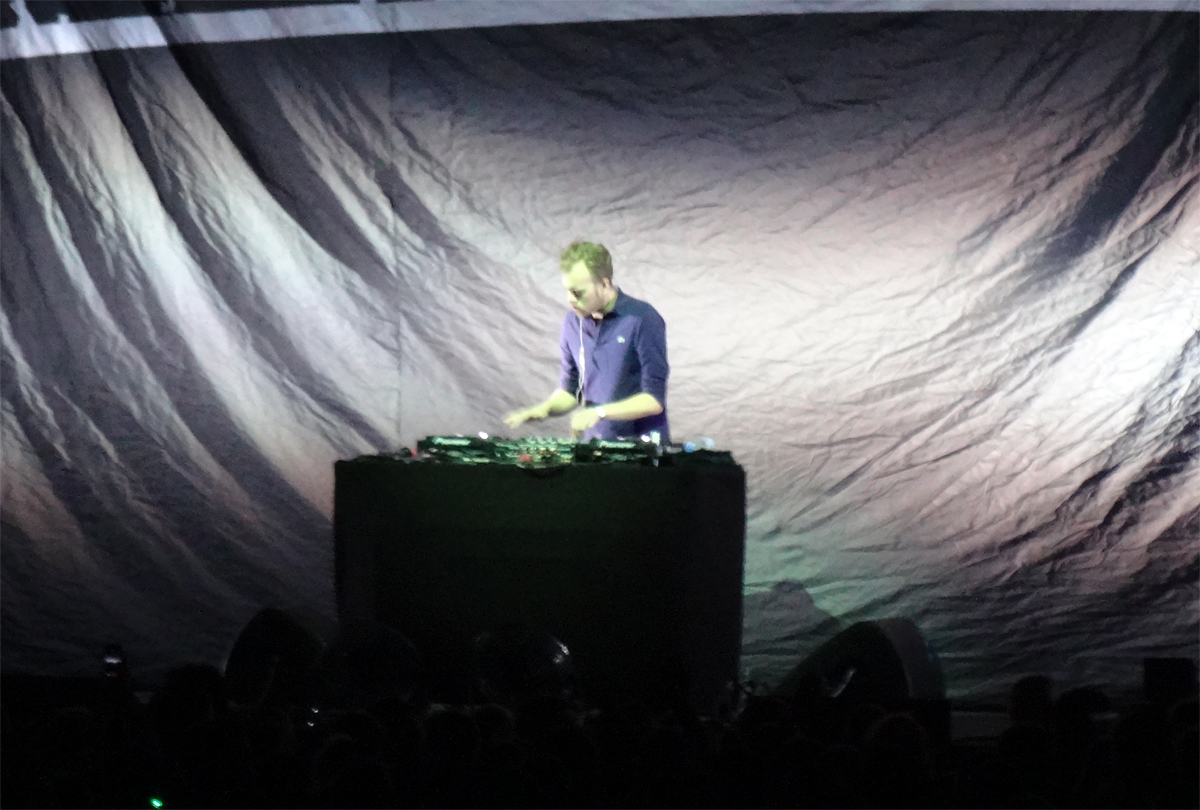
Австриец Фил Шпайзер на разогреве Scooter на концерте в Гамбурге 24 января 2014 года, ставшим последним для Рика Джордана в составе группы

15 октября 2013 года на официальном сайте группы появилось сообщение о том, что один из её основателей, Рик Джордан, покинет Scooter после тура 20 Years of Hardcore. Последним выступлением с участием Рика стал концерт в Гамбурге на арене O2 World. Раньше Scooter также заявили, что новый студийный альбом выйдет в начале 2014 года и будет состоять из 20 треков (по каждому на год существования группы), но позже в связи со сменой основного состава релиз был отложен на конец сентября. Альбом состоял из 17 треков, рекордным по их числу, он стал началом Пятой главы в творчестве и получил соответствующее название — «The Fifth Chapter». Отныне количество треков в альбомах стало увеличено, а их хронометраж уменьшен (во многом за счёт сокращения инструментальных треков).
23 мая 2014 года группа выпустила сингл «Bigroom Blitz» с использованием турецких мотивов, в котором присутствовала вокальная партия американского рэпера Wiz Khalifa. По причине того, что партия рэпера была взята из трека «Yoko», видеоклип к синглу на YouTube (на канале Kontor) через некоторое время был заблокирован из-за жалобы Warner Music Group. Однако, 6 июня клип вновь стал доступен для просмотра, причём вокал Wiz Khalifa был записан заново. Сингл в стиле бигрум, обладая узнаваемостью и характерным для группы почерком, несмотря на негативные отзывы части поклонников, упрочил утраченные позиции Scooter в Германии (43 место в чарте) и принёс Scooter наиболее весомый со времён хэппи-хардкор успех во Франции. Так, ротации на ведущих радиостанциях и NRJ, его цифровое распространение помогли «Bigroom Blitz» провести во французском сингловом чарте 16 недель (всего на две недели меньше сингла «Move Your Ass!»). Сингл получил 20 место в радиочарте и вошёл в тройку лучших клубных треков года. Данная работа стала первой в новом составе группы — ушедшего Рика Джордана заменил молодой австрийский ди-джей Филип Шпайзер.
5 сентября 2014 года группа выпустила очередной сингл «Today», записанный совместно с австралийской певицей Vassy. Выход полноценного студийного альбома состоялся 26 сентября. Альбом «The Fifth Chapter» по большей части записан в набравшем популярность за последние два года стиле бигрум-хаус. Сингл поднялся на 75 строчку немецкого музыкального чарта, альбом получил 8 место. Впервые после «Our Happy Hardcore» альбом группы был издан на виниле. Его делюкс-версия включала в себя второй диск, содержащий хаус-ремиксы от разных диджеев на синглы Scooter прошлых лет. 10 ноября в качестве концертного видео выходит хардстайл-трек «999 (Call the Police)», ставший неожиданным жестом в сторону поклонников со стороны группы. Следом за ним, чуть более, чем через 2 месяца после выхода альбома немцы выпускают синглом жёсткий и минималистичный трек «Can't Stop the Hardcore», не рассчитанный на всеобщее признание, который стал последним относящимся к «The Fifth Chapter» синглом на физическом носителе и первым, не попавшим в немецкий чарт продаж. Каждый из них содержал также вариант «скутеровской» переработки заглавного трека в классическом звучании, и этот сингл не стал исключением. В него вошло целых 5 версий трека и один би-сайд «Hain A.M.» Сингл отличался вокалом Бакстера, являясь своего рода застольной хулиганской песней на мотив традиционной испанской песни «Que viva España» (Да здравствует Испания!) в стиле джампстайл, со звуками гитары и под музыку сиртаки. Первый раз он был исполнен вживую (а именно — его «тяжеловесная» версия) на боксерском ринге, во время боя за титул чемпиона мира в полутяжёлом весе между Юргеном Бремером и польским боксером Павлом Глазевским 6 декабря 2014 года.
В 2015 году у Scooter прошли сольные выступления в формате DJ-сетов во Франции, наиболее крупным из них оказалось шоу на хаус-фестивале Dancetination при участии артистов Tony Junior и Rebel. 29 мая 2015 года Scooter издали второй сингл с Vassy — «Radiate (Spy Version)», приуроченный к выходу на экраны фильма «Шпион», в цифровом формате. Позже была выпущена его вариация с Jerome-ремиксом сингла. Обе работы «Today» и «Radiate» получили некоторую известность на радио и занимали места в танцевальных топах. Новая версия «Radiate», близкая к «популярному» стилю, являлась переработкой альбомной версии трека, она вошла в саундтрек к фильму в Германии. Сингл был выпущен на CD во Франции и занял 58 место в Бельгии (в соседней с Францией Валлонии). Также первые два сингла c «The Fifth Chapter» отметились в чартах Латинской Америки. Кроме работ с Vassy, в числе любимых треков альбома, Михаэль назвал «Can’t Stop the Hardcore», в создании которого, наряду с «Today» и песней «King of the Land» с чёрным соул-вокалом, он имел наибольший вклад; и «Who’s That Rave?» — рейв-трек с голосом Эйч Пи Бакстера и электро-звуками. Для альбома Филл Шпайзер работал над треками в хардстайле и добавил собственные идеи его будущих инструментальных композиций: андеграундный трек «Jaguare», характерный для истоков электронной музыки и стиля Vangelis, «Fallin'» (трансовая композиция в звучании 1990-х годов) и «In Need» (вокальный дип-хаус).

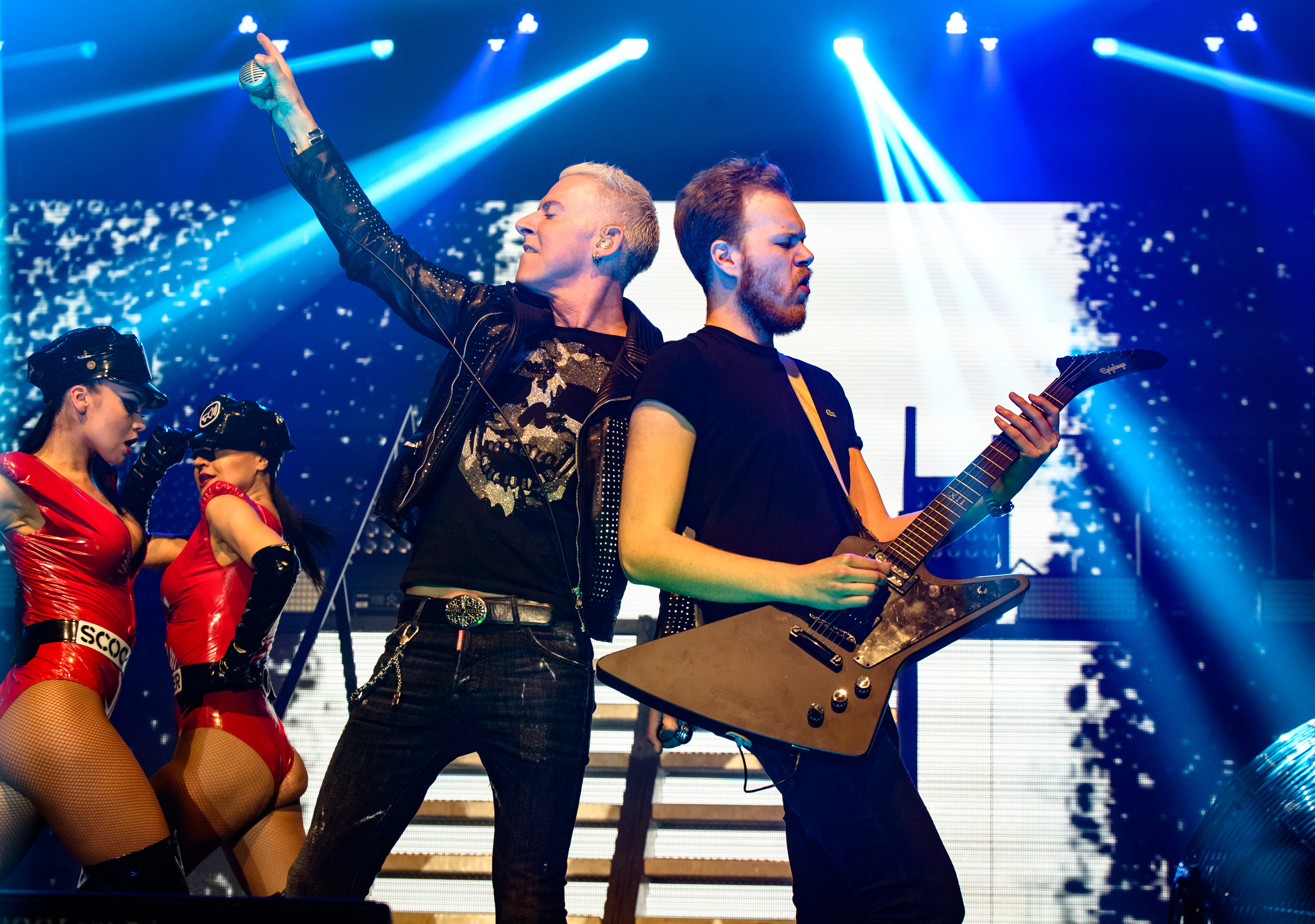
Бакстер и Фил Шпайзер на концерте в Мюнхене 28 февраля 2016 года

Летом 2015 года стало известно, что группа ведёт работу над новым альбомом, выход которого был перенесен с декабря этого же года на 5 февраля 2016 года, ближе к старту нового турне Can’t Stop the Hardcore. 28 августа выходит заранее не анонсированный и содержащий только один заглавный трек сингл «Riot» c мощной гитарной партией. Звучание трека в целом передаёт классическую стилистику группы (в стиле, породившем множество подобных Scooter групп в 90-х годах, в частности, представленного в Венгрии коллектива Kozmix). Вскоре на официальном канале Kontor было опубликовано панорамное видео, включающее в себя песни «Riot» и «One (Always Hardcore)», отснятое на масштабном сольном выступлении Scooter на «Kultursommer» в окрестностях Гамбурга, где сингл был отыгран впервые, в формате 360° и возможностью менять угла обзора. Сам трек оказался широко представлен в чартах iTunes и в первый же день собрал огромную географию продаж, насчитывающую порядка девяти европейских стран.
Следующим релизом вместе с альбомом стал клубный сингл с присущей группе живой энергетикой, но выполненный в стиле melbourne bounce. Композиция, названная «Oi», с ненормативной лексикой в припеве («Oi, Oi… Oi, Fuckin Oi») достигла наиболее значимых высот в рейтингах немецких диджеев с 2007 года. Альбом получил название «Ace», расположившись на более высоких позициях, чем его предшественник, и был также выпущен на виниловой пластинке. Он достиг шестого места в Германии. В Чехии альбом достиг 11-го места. Клип на песню «Oi» оказался одним из самых оригинальных и необычных: сами участники в нём не появляются, но предстают в виде надувных человечков. Все синглы с «Ace» были доступны исключительно для покупок в онлайн-магазинах, а оба трека попали в двадцатку венгерского чарта. Две песни в альбоме, «What You’re Waiting For» и «Stargazer», были записаны с участием вокалиста Maidwell из коллектива Orange Groove, один трек под названием «Burn» — вместе с Vassy. Особняком на пластинке стоит трек «The Birdwatcher», в котором была использована мелодия Вальса № 2 Дмитрия Шостаковича в сочетании с хардкорными партиями образца 1996 года. 6 мая 2016 года вышел сингл с питчем «Mary Got No Lamb» в версии с концертным вокалом Бакстера, звучавшем в треке в течение тура. С 4 по 7 августа 2016 года Scooter выступили в Румынии на фестивале Untold Festival 2016.
26 мая 2017 года выходит сингл «Bora! Bora! Bora!» с заглавной мелодией известного шлягера итало-диско «Catch the Fox», которую Scooter однажды уже использовали в своем треке «The United Vibe» альбома «The Ultimate Aural Orgasm», однако последняя была здесь напета на манер канонических синглов «J’adore Hardcore» и «Maria (I Like it Loud)», а сингл продолжил этот ряд и вслед за изданным на неё ремиксом отметился в танцевальных рейтингах Польши. Таким образом, группа в очередной раз использовала готовую наработку из альбома, работа над которым не оправдала надежд коллектива. «Bora! Bora! Bora!» достиг 16-й строчки в финском сингловом чарте закачек и впервые после «Ti Sento» попал в Top-10 европейской страны по итогам первой недели продаж (не считая «4 A.M.», он стал первым таким синглом Scooter с 2009 года), поднявшись на 7-е место в Венгрии за счёт физических и цифровых продаж. Новый сингл выделялся облегченным звуком, сочетал в себе биты хауса и ритмы дэнскора. В связи с десятилетним юбилеем выхода «The Question is What is the Question?» в видеоряде снятого на сингл клипа присутствовали сцены с джампстайлом.
1 сентября 2017 года поступил в продажу заранее анонсированный альбом Scooter к 25-летию немецкого коллектива — «Scooter Forever», он занял 8-ю строчку в Германии и стал одиннадцатым по счёту альбомом подряд в десятке лучших национального чарта. Также было объявлено название нового тура — Wild and Wicked. Альбом возвращает слушателя Scooter во времена рейва. В нём присутствует обилие питченного вокала, а также трек с гитарным семплом «Wild and Wicked» и минорным вокалом, аналогичным названию самого альбома. «Scooter Forever» включает в себя два диска. За считанные дни до его релиза выяснилось, что 29 августа выходу пластинки будет предшествовать работа с голландским рэпером Ебруром (нидерл. Jebroer), точнее — международная версия его сингла «My Gabber» с MC-шаутами Эйч Пи Бакстера и англоязычным припевом автора и исполнителя самой песни. Сингл в хардстайле и тандем с голландцем возвратил интерес к группе в Нидерландах, однако новая версия песни (достаточно спокойный и лиричный для Scooter трек) не принесла попадания в чарт. На втором диске альбома была собрана коллекция классических инструментальных рейв-треков, возрождённых к жизни в современной обработке: от композиций Push, Legend B до Space Frog и многих других. Благодаря скачиваниям новой пластинки по всему миру, альбом первый раз в истории группы отметился в чартах США (21 место в американском хит-параде танцевальных/электронных альбомов), занял 49 место в британском чарте независимых альбомов и пятое место в чарте танцевальных альбомов Англии, четвёртое место в альбомном чарте Венгрии (лучший результат с момента выхода альбома «The Stadium Techno Experience») и 11-й место в Чехии. Большого успеха альбом достиг в России, получив за сутки первые строчки в чартах iTunes и Google Play, оставив позади прочие страны. В треклисте имелись такие говорящие названия, как «In Rave We Trust» и «When I’m Raving», присутствовал один «мрачный» хардстайл-трек «The Darkside», и на контрасте с ним (и тоже с оригинальным вокалом Эйч Пи Бакстера) была вставлена в альбом его завершающая композиция «Always Look on the Bright Side of Life», навеянная оригиналом, написанным британской комик-группой Монти Пайтон.
15 декабря ожидается выход сборника на пяти CD, который получит одноимённое туру название: «100 % Scooter — 25 Years Wild & Wicked».

### Шестая глава (2019—2022)
В октябре 2018 года Фил Шпайзер перестал появляться на концертах группы. Вместо него в нескольких шоу наряду с Симоном и Бакстером принимал участие неизвестный молодой человек. В ноябре нового участника представили поклонникам и прессе — это 26-летний продюсер Этник Зарари. Его родители албанцы, в конце 1980-х годов переехавшие в Германию, родился Этник в Гамбурге.
В начале марта группа объявила о том, что Этник Зарари покинул её состав. Вместо него новым участником стал Себастьян Шильде, известный также под творческими псевдонимами Nacho, Бастиан Ван Шильд и Себастьен. Было также объявлено о выходе нового сингла 5 апреля.
В 2021 году группа выпустила двадцатый студийный альбом God Save the Rave.
В ноябре 2022 года Себастьян Шильде, а затем и Майкл Саймон заявили об уходе из группы.

### Седьмая глава (с 2022 года)
В январе 2023 года стало известно, что в новый состав группы, помимо Эйч Пи Бакстера, вошли экс-участник Джей Фрог (член группы с 2002 по 2006 год) и Марк Блоу. В том же месяце вышел первый сингл седьмой главы под названием Waste Your Youth.

## Критика

### Заимствование семплов, создание кавер-версий
Группа Scooter активно использует в творчестве семплы сторонних исполнителей и создала несколько кавер-версий на хиты прошлых лет. Использование семплинга стало обычным явлением в 1990-е годы с развитием компьютерных программ. Участники Scooter заимствовали эту идею у The KLF.
Формула успеха Scooter — в быстром подхватывании и преобразовании тенденций. Совершенно в духе The KLF: лучше хорошо спереть, чем плохо написать самому.
— Йенс Теле, 
Активное использование Scooter семплов группы The KLF также периодически подвергается критике. Вот как это комментирует Эйч Пи Бакстер в одном из своих интервью 2007 года:
— Вы используете множество семплов из классики танцевальной музыки, и одной из самых часто используемых групп является The KLF. Вы её фан?

H.P.: Да, вы правы. Потому что когда в 1990 KLF появились с «What Time Is Love», это была та музыка, которая может изменить вашу жизнь. 8 лет до этого момента я был полностью в new wave-музыке, типа «Depeche Mode», и когда я услышал этот трек в первый раз… «Вау! Что это?». И с этого момента я полюбил техно-музыку и полностью сменил свои музыкальные предпочтения. За эти годы, я думаю, мы использовали в своих треках всё, что KLF когда-либо выпускала. В их книге «Как сделать хит № 1» они описали, как всё это делать, и мы лишь делаем всё то, что KLF написали в этой книге.

— Встречались ли вы с ними лично?

H.P.: К сожалению, пока нет. Но я знаю (читал некоторые интервью), где Билл Драммонд говорил, что ему нравится «Scooter». Это новый способ продолжения начатых ими вещей. И я был очень горд услышать такое, потому что они очень интеллигентные. И это по-настоящему круто
— Эйч Пи Бакстер, 
Эйч Пи Бакстер, являющийся давним поклонником таланта Билли Айдола, возродил интерес к этому певцу, исполнив несколько старых песен британца. Подобная ситуация повторилась с композицией группы Kiss I Was Made for Lovin’ You, на которую создано около трёх десятков кавер-версий. Но лишь двум исполнителям — Scooter в 1998 году и норвежской исполнительнице Марии Виктории Мене в 2009 году — удалось со своими версиями этой песни войти в ведущие музыкальные чарты различных стран.
На обложках альбомов и синглов группы присутствует информация о том, откуда был взят тот или иной семпл каждого трека. В интервью 19 декабря 2007 года Михаэль Симон на вопрос «Не лучше ли потратить немного времени и создать на 100 % своё творение, вместо того, чтобы использовать семплы и переделывать песни?» ответил следующим образом:
Лучше божественный кавер, чем плохое собственноручное творение. Без шуток — вся музыка — это переделывание старого. Всё похоже на переделки, обновления или вторичное использование. Посмотрите на новые поп-хиты. Это присутствует в каждой песне.
— Михаэль Симон, 
К немногочисленным случаям, когда у Scooter возникли проблемы с использованием сторонних семплов, можно отнести историю с песней «Roll Baby Roll» из альбома The Stadium Techno Experience. В ней содержался семпл из песни группы ABBA «Arrival». Через несколько месяцев после выхода альбом был переиздан, трек «Roll Baby Roll» поменял название на «Swingin’ in the Jungle», семпл также был изменён.

### Тексты
В книге Scooter: Always Hardcore указывается, что Scooter являются дадаистами, что особенно проявляется в текстах, зачастую нарочито иррациональных и бессистемных.
Онлайн-словарь английских рифм для меня незаменим. Я ввожу туда слово, к которому нужно подобрать рифму, и он выдаёт мне все рифмы к нему. Получается, что при написании текста я в какой-то мере полагаюсь на волю случая. <…> Как правило, я придумываю текст к уже готовой аранжировке. Я должен знать наверняка, сколько мне нужно слогов, чтобы составить строфу. Музыка — это самое главное, текст появляется после. Ритм и мелодия должны стать единым целым, прежде чем родятся слова. Я не могу писать текст только к ударам барабанов и хай-хэтов. Хорошей рабочей песне нужны эйфория и адреналин.
— Эйч Пи Бакстер, 
Значительная часть текстов в композициях группы направлена на поднятие настроения публики — Эйч Пи старается завести её незамысловатыми, а подчас и лишёнными смысла фразами и «шаутами» в стиле МС. В многочисленных интервью участники группы заявляли, что не стоит слишком серьёзно относиться к словам их песен, и сами они воспринимают их с иронией, так как, в первую очередь, творчество коллектива направлено на веселье и отдых под танцевальную музыку.
Мы не политическая группа. Нашей музыкой мы хотим просто дать народу возможность расслабиться и лишний раз повеселиться. Я считаю, что для того, чтобы изменить мир, надо делать несколько больше, чем техномузыку.
— Эйч Пи Бакстер, 
Также в текстах песен Scooter есть множество скрытых посланий, направленных, в первую очередь, поклонникам коллектива. Так, на первый взгляд бессмысленная фраза «Respect to the man in the Icecream Van» является отсылкой к группе The KLF, участники которой ездили в фургоне и бесплатно раздавали мороженое перед Рождеством.
В песне Expecting More From Ratty («Ожидая большего от Ratty/Крысёнка») альбома No Time to Chill упоминается некий «Крысёнок» (дословный перевод слова Ratty, которое может означать также и «сердитый», и «раздражительный»). Этот же «Крысёнок» упоминается в треке Psycho в 1999 году. Позже, когда раскрылась тайна музыкального проекта Ratty, смысл первоначальной фразы стал очевидным: «стоит ожидать большего от [грядущего проекта] Ratty». Упоминание Ratty в песнях Scooter было одной из-за зацепок журналистов, которые расследовали связь двух проектов.

## Общественная деятельность и влияние на культуру
Влияние на музыку
В середине 1990-х годов группе удалось превратить стиль happy hardcore в явление поп-культуры и вывести из глубокого андеграунда, в котором он находился в начале десятилетия. В таких работах, как Endless Summer, Friends, Move Your Ass отражены фундаментальные аспекты звучания happy hardcore — быстрый, заводной темп и «пищащий» вокал, напоминающий голос младенца. Это нововведение вошло в канонический образ данного направления электронной танцевальной музыки и стало отличительным признаком множества музыкальных композиций happy hardcore. Крупнейший сайт, посвящённый данному направлению, безусловно относит группу Scooter к представителям так называемого «олдскул»-хэппихардкора, хотя и отмечает, что по состоянию на 2008 год группа относится к коммерческой дэнс-сцене. Впоследствии отдельные элементы happy hardcore остались в творчестве группы, несмотря на изменение направленности творчества в различные периоды.
Аналогично, выход в 2007 году альбома Jumping All Over the World и его успех в Великобритании помогли вывести до того пребывавшее в андерграунде направление джампстайл в мейнстрим.

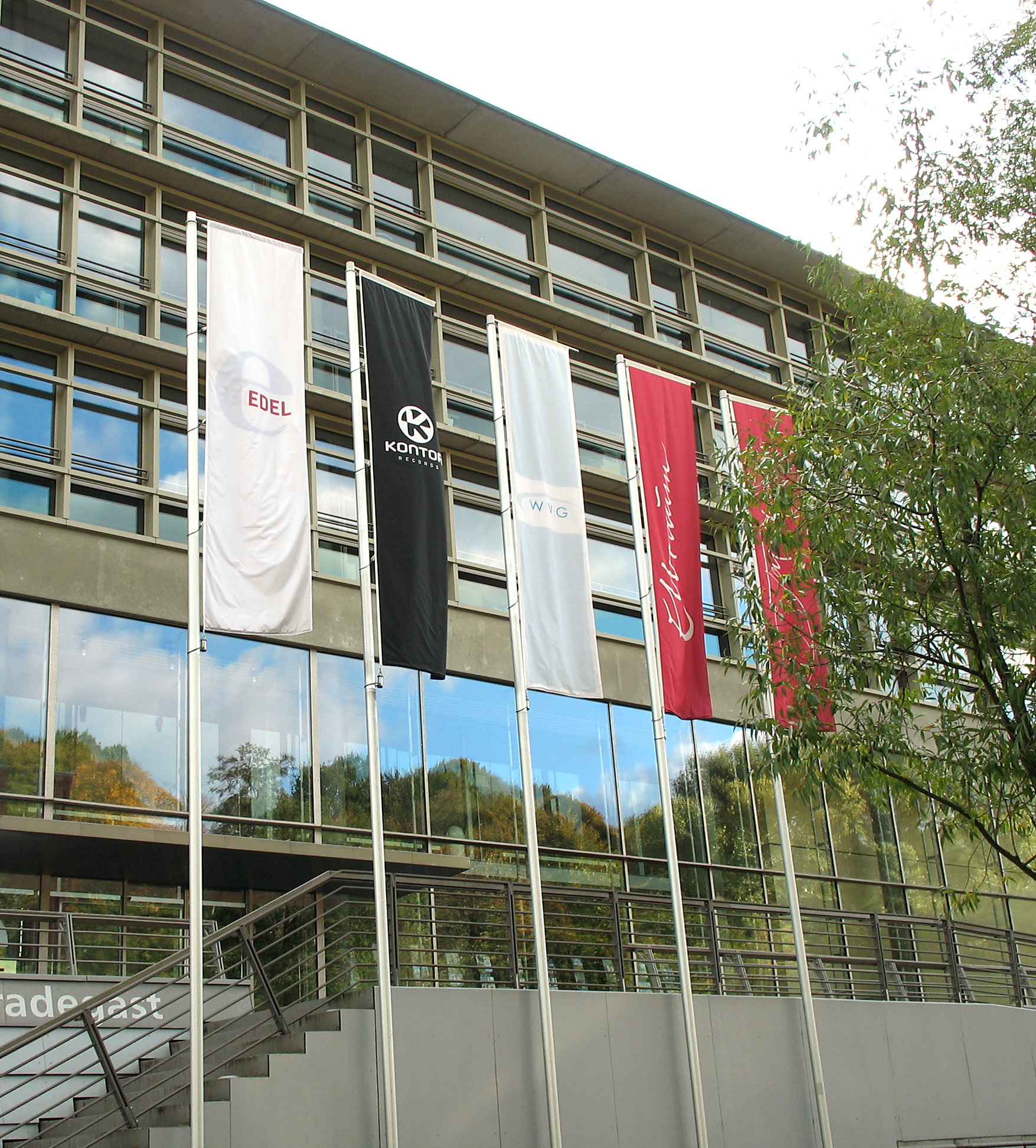
Гамбург, здание по улице Neumühlen 17 — штаб-квартиры Edel Music, Kontor Record и некоторых других компаний.

Продюсер Scooter Йенс Тэле в 1996 году основал звукозаписывающую студию Kontor Records, которая на данный момент является одним из ведущих лейблов электронной музыки в Европе. Помимо Scooter на Kontor Records выпускают свои записи такие исполнители, как ATB, Tiësto, Starsplash, Loituma и другие. На 50,19 % компания принадлежит Edel Music, крупнейшему музыкальному лейблу Европы, на котором до 1999 года выпускали свои записи участники Scooter.
Телевидение, кино
Композиции группы используются в кино и на телевидении, а также на массовых спортивных шоу. В 1997 году Fire вошёл в саундтрек художественного фильма «Смертельная битва 2», затем использовался во второй части фильма «Хакеры»[уточнить].
В 1998 году группа в полном составе приняла участие в съёмках одного из эпизодов популярнейшего в Германии телесериала Alarm für Cobra 11 – Die Autobahnpolizei в качестве приглашённых звёзд. В эпизоде «Убийственная популярность» Эйч Пи исполнил роль лидера «рок-группы» Scooter, которого похищают бандиты. Рик и Феррис исполнили роли участников этой рок-группы.
Трек «Crank It Up» из альбома 1996 года «Our Happy Hardcore» в 2000—2004 годах использовался в качестве музыкальной темы для персонажа Бруно, австрийца по происхождению, в «Ali G Show» скандально известного Саши Барон Коэна. В 2009 году «Nessaja» открывала его фильм «Бруно».
В шестом выпуске шоу-программы «Осторожно, модерн!» на российском телевидении прозвучал трек Let Me Be Your Valentine. Многие инструментальные композиции и песни группы используются для озвучивания различных видео в интернете, в частности, на YouTube.
Спорт
По окончании матчей футбольного клуба «Локомотив» (Москва), как правило, исполняется запись песни «How Much Is the Fish?». Болельщики румынского футбольного клуба «Стяуа» и североамериканского «Филадельфия Юнион» используют песню «Maria (I Like It Loud)» в качестве своего гимна. В последнем случае, данная композиция также исполняется после каждого забитого мяча в ворота соперников по радио стадиона.
В 2010 году композиция «Stuck on Replay» стала официальным гимном чемпионата мира по хоккею с шайбой. Эйч Пи Бакстер стал официальным представителем чемпионата, а в музыкальном оформлении турнира использовались все треки вышедшего сингла.
C 2012 года перепетая в студии как «Always Hamburg» песня «One (Always Hardcore)» с участием футболистов звучит во время забитых голов футбольного клуба «Гамбург» на их домашней арене. Другой немецкий клуб «Боруссия» Мёнхенгладбах также для этой цели использует песню «Maria (I Like It Loud)».
Признание
В 2003 году английская электронная группа Emmet создала шутливый трибьют-альбом в честь Scooter, названный Moped. Композиции из этого альбома звучали в эфире британской радиостанции BBC Radio 1.
В 2012 году организаторы британского фестиваля Global Gathering провели опрос и выбрали танцевальные треки с самыми «нелепыми» стихами. В голосовании Scooter получили 14 % голосов с хитом Nessaja и заняли второе место, уступив лидерство Black Eyed Peas с композицией My Humps. Причиной попадания группы в этот список послужил текст песни (It’s not a bird, it’s not a plane. It must be Dave who’s on the train): «Это не птица, это не самолёт; это, должно быть, Дэйв, который едет в поезде».
Песня Back in The U.K. в 2013 году заняла 10 место в списке наиболее стимулирующих к активной деятельности и положительно влияющих на работоспособность человека треков разных жанров, выбранные по результатам научных исследований командой психологов Великобритании. Рейтинг возглавили две песни рэпера Эминема.
Общественная деятельность
В 1997 году коллектив поддержал общественную инициативу по созданию в школах компьютерных классов, оборудованных доступом в интернет. В рамках этой акции школьный хор из учеников гимназии в Берлине, носящей имя Кэте Кольвиц, был привлечён к записи би-сайда «Choir Dance» на сингл «Fire».
Группа регулярно принимает участие в благотворительных мероприятия — сборах средств по борьбе со СПИД, для детей-инвалидов, пострадавшим от стихийных бедствий.

## Участники группы

### Современный состав
- Эйч Пи Бакстер (Ханс-Петер Геердес) — вокал, МС, автор текстов, гитара
- DJ Джей Фрог (Юрген Фрош) — клавишник и аранжировщик с 2002 по 2006 год и с января 2023 года
- Марк Блоу — клавишник и аранжировщик с января 2023 года
- Йенс Теле — менеджер группы с момента основания

### Бывшие участники группы
- Феррис Бюллер (Сёрен Бюлер) — двоюродный брат Эйч Пи — клавишник и аранжировщик с 1993 по 1998 год
- DJ Аксель Кун (Аксель Бросцайт) — клавишник и аранжировщик с 1998 по 2002 год
- Рик Джордан (Хендрик Штадлер) — клавишные, аранжировки, ремиксы, сооснователь и основной композитор группы на протяжении 20 лет (с 1993 по январь 2014 года)
- Михаэль Симон — клавишные, аранжировки, ремиксы, DJ-ing с 2006 по 2022 год
- Филип Шпайзер (также известен по одному из своих проектов как Dirty Disco Youth / DDY) — клавишные, аранжировки, ремиксы, DJ-ing с 2014 по 2018 год
- Себастьян Шильде — клавишник и аранжировщик с 2019 по 2022 год
- Этник Зарари — клавишник и аранжировщик в октябре 2018 — марте 2019 года; принимал участие в туре Wild & Wicked, но с ним не было выпущено ни одного альбома или сингла

### Приглашённые исполнители
- Fatman Scoop (участие в записи сингла «Behind The Cow», 2006, вышел в 2007)
- Mark Acardipane и Dick Rules (участие в записи сингла «Maria (I Like It Loud)», 2003)
- Mary K (Marijke) — участвовала в записи песни «The First Time» («Первый раз») в альбоме «Wicked!» (1996). Также Scooter под псевдонимом «Kosmos» выпустил совместный сингл с певицей. Mary K — сестра Рика Джордана.
- Nick — Николь Штадлер (девичья фамилия Зукар), жена Рика Джордана, принимала участие в записи многих композиций группы, начиная с 1997 года; бывшая певица ганноверской группы «Crown of Creation».
- Status Quo — запись совместного сингла «Jump That Rock! (Whatever You Want)» (2008)
- Bloodhound Gang — участие в записи песни «The Shit that Killed Elvis» (2007)
- Джефф «Мантас» Данн — известный английский блэк-метал гитарист группы Venom, помогает группе в записи электрогитарных партий, участник тура «Who’s Got The Last Laugh Now 2006».
- Антонелла Руджеро (итал. Antonella Ruggiero) — экс-солистка группы Matia Bazar, участие в записи песни «Ti Sento», а также в съёмке клипа на эту песню (2009).
- Вики Леандрос (греч. Βίκυ Λέανδρος) — греческо-люксембургская певица, победительница конкурса Евровидение 1972, участие в записи песни «C’est Bleu» в альбоме The Big Mash Up (2011).
- Рудольф Шенкер — основатель группы «Scorpions», её гитарист и композитор, участие в туре «20 Years of Hardcore» (2014)[105].

## Дискография

### Альбомы
| Дата релиза      | Альбом                                                               | Наивысшие позиции в чартах | Наивысшие позиции в чартах | Наивысшие позиции в чартах | Наивысшие позиции в чартах | Наивысшие позиции в чартах | Наивысшие позиции в чартах | Наивысшие позиции в чартах | Наивысшие позиции в чартах | Наивысшие позиции в чартах | Наивысшие позиции в чартах | Наивысшие позиции в чартах | Наивысшие позиции в чартах | Наивысшие позиции в чартах | Наивысшие позиции в чартах | Наивысшие позиции в чартах |
| Дата релиза      | Альбом                                                               | AUT                        | CZE                        | DEN                        | FIN                        | FRA                        | GER                        | HUN                        | IRL                        | NED                        | NOR                        | POL                        | RUS                        | SWE                        | SUI                        | UK                         |
| ---------------- | -------------------------------------------------------------------- | -------------------------- | -------------------------- | -------------------------- | -------------------------- | -------------------------- | -------------------------- | -------------------------- | -------------------------- | -------------------------- | -------------------------- | -------------------------- | -------------------------- | -------------------------- | -------------------------- | -------------------------- |
| 1995 31 января   | …and the Beat Goes On! 1-й студийный альбом                          | 27                         | —                          | —                          | —                          | —                          | 25                         | 1                          | 1                          | —                          | 18                         | —                          | —                          | —                          | 29                         | 130                        |
| 1996 28 марта    | Our Happy Hardcore 2-й студийный альбом                              | 16                         | 1                          | —                          | 8                          | —                          | 17                         | 1                          | 8                          | —                          | —                          | 1                          | —                          | 31                         | 9                          | 24                         |
| 1996 24 октября  | Wicked! 3-й студийный альбом                                         | 30                         | 1                          | —                          | 5                          | —                          | 12                         | 2                          | —                          | —                          | —                          | 1                          | —                          | 33                         | 38                         | 76                         |
| 1997 25 августа  | Age of Love 4-й студийный альбом                                     | 32                         | 1                          | —                          | 4                          | 35                         | 19                         | 3                          | —                          | —                          | 35                         | —                          | —                          | 26                         | 35                         | —                          |
| 1998 19 января   | Rough & Tough & Dangerous – The Singles 94/98 1-й альбом-сборник     | 47                         | —                          | —                          | 2                          | —                          | 8                          | —                          | —                          | —                          | 12                         | —                          | —                          | 18                         | —                          | —                          |
| 1998 20 июля     | No Time to Chill 5-й студийный альбом                                | 27                         | 1                          | —                          | 1                          | —                          | 4                          | 1                          | —                          | —                          | 28                         | 1                          | 11                         | 16                         | 20                         | —                          |
| 1999 27 сентября | Back to the Heavyweight Jam 6-й студийный альбом                     | 7                          | 5                          | —                          | 3                          | —                          | 7                          | 1                          | —                          | —                          | —                          | 35                         | —                          | 5                          | 25                         | —                          |
| 2000 26 июня     | Sheffield 7-й студийный альбом                                       | 49                         | 1                          | 48                         | 4                          | —                          | 11                         | 1                          | —                          | —                          | —                          | —                          | —                          | 15                         | 60                         | —                          |
| 2001 11 июня     | We Bring the Noise! 8-й студийный альбом                             | 32                         | 7                          | 50                         | 8                          | —                          | 15                         | 3                          | —                          | —                          | 12                         | 15                         | —                          | 17                         | 74                         | —                          |
| 2002 7 января    | Push the Beat for this Jam (The Second Chapter) 2-й альбом-сборник   | 10                         | 7                          | 55                         | 29                         | —                          | 5                          | 10                         | 6                          | —                          | 1                          | —                          | —                          | 2                          | 49                         | 6                          |
| 2002 13 мая      | Encore (Live & Direct)/(The Whole Story) 1-й концертный и DVD альбом | 25                         | 26                         | 84                         | —                          | 62                         | 13/1                       | 12                         | 28                         | 99                         | 6                          | —                          | —                          | 53                         | 71                         | —                          |
| 2002 4 ноября    | 24 Carat Gold 3-й альбом-сборник                                     | —                          | 30                         | —                          | —                          | 46                         | 49                         | 17                         | —                          | —                          | —                          | —                          | —                          | —                          | —                          | —                          |
| 2003 31 марта    | The Stadium Techno Experience 9-й студийный альбом                   | 14                         | 4                          | —                          | 12                         | —                          | 7                          | 3                          | 30                         | 28                         | 3                          | 15                         | —                          | 4                          | 35                         | 18                         |
| 2004 7 июня      | 10th Anniversary Concert 2-й концертный и 1-й Web альбом             | —                          | —                          | —                          | —                          | —                          | —                          | —                          | —                          | —                          | —                          | —                          | —                          | —                          | —                          | —                          |
| 2004 8 ноября    | Mind the Gap 10-й студийный альбом                                   | 34                         | 36                         | —                          | —                          | —                          | 16                         | 18                         | —                          | 83                         | —                          | —                          | —                          | 44                         | 67                         | —                          |
| 2005 4 ноября    | Who’s Got the Last Laugh Now? 11-й студийный альбом                  | 31                         | —                          | —                          | —                          | —                          | 14                         | —                          | —                          | —                          | 30                         | —                          | —                          | —                          | 44                         | —                          |
| 2006 2 июня      | Excess All Areas 3-й концертный и 2-й DVD альбом                     | 64                         | —                          | —                          | —                          | —                          | 29                         | —                          | —                          | —                          | —                          | —                          | —                          | —                          | —                          | —                          |
| 2007 9 февраля   | The Ultimate Aural Orgasm 12-й студийный альбом                      | 15                         | 28                         | 23                         | 25                         | —                          | 6                          | 28                         | —                          | —                          | —                          | 35                         | —                          | 30                         | 66                         | 62                         |
| 2007 30 ноября   | Jumping All Over the World 13-й студийный альбом                     | 18                         | 29                         | —                          | —                          | —                          | 9                          | —                          | 3                          | —                          | —                          | —                          | —                          | —                          | 65                         | 1                          |
| 2009 2 октября   | Under the Radar Over the Top 14-й студийный альбом                   | 15                         | —                          | —                          | —                          | —                          | 2                          | 38                         | —                          | —                          | —                          | —                          | 25                         | —                          | 51                         | 62                         |
| 2010 7 мая       | Live in Hamburg 4-й концертный и 3-й DVD альбом                      | —                          | —                          | —                          | —                          | —                          | 14                         | —                          | —                          | —                          | —                          | —                          | —                          | —                          | —                          | —                          |
| 2011 14 октября  | The Big Mash Up 15-й студийный альбом                                | 30                         | 26                         | —                          | —                          | —                          | 15                         | 39                         | —                          | —                          | —                          | —                          | 19                         | —                          | 47                         | —                          |
| 2012 2 ноября    | Music for a Big Night Out 16-й студийный альбом                      | 37                         | 27                         | —                          | —                          | —                          | 10                         | —                          | —                          | —                          | —                          | —                          | —                          | —                          | 47                         | —                          |
| 2013 11 октября  | 20 Years of Hardcore 4-й альбом-сборник                              | —                          | 41                         | —                          | —                          | —                          | 37                         | —                          | —                          | —                          | —                          | —                          | 1                          | —                          | 72                         | —                          |
| 2014 26 сентября | The Fifth Chapter 17-й студийный альбом                              | 28                         | 21                         | —                          | —                          | —                          | 8                          | 30                         | —                          | —                          | —                          | —                          | —                          | —                          | 23                         | —                          |
| 2016 5 февраля   | Ace 18-й студийный альбом                                            | 14                         | 11                         | —                          | —                          | —                          | 6                          | 13                         | —                          | —                          | —                          | —                          | —                          | —                          | 34                         | —                          |
| 2017 1 сентября  | Scooter Forever 19-й студийный альбом                                | 17                         | 11                         | —                          | —                          | —                          | 8                          | 4                          | —                          | —                          | —                          | 20                         | —                          | —                          | 32                         | —                          |
| 2017 15 декабря  | 100% Scooter – 25 Years Wild & Wicked 5-й альбом-сборник             | 52                         | —                          | —                          | —                          | —                          | 19                         | 29                         | —                          | —                          | —                          | —                          | —                          | —                          | 47                         | —                          |
| 2021 16 апреля   | God Save the Rave 20-й студийный альбом                              | 7                          | —                          | —                          | —                          | —                          | 4                          | 22                         | —                          | —                          | —                          | —                          | —                          | —                          | 12                         | —                          |
| 2024 22 марта    | Open Your Mind and Your Trousers 21-й студийный альбом               | 4                          | —                          | —                          | —                          | —                          | 2                          | —                          | —                          | —                          | —                          | —                          | —                          | —                          | 8                          | —                          |

### Синглы
- 1994: «Vallée de larmes»
- 1994: «Hyper Hyper»[комм. 11]
- 1995: «Move Your Ass»[комм. 11]
- 1995: «Friends»
- 1995: «Endless Summer»[комм. 11]
- 1995: «Back in the U.K.»[комм. 11]
- 1995: «Back in Ireland»
- 1996: «Let Me Be Your Valentine»[комм. 11]
- 1996: «Rebel Yell»
- 1996: «I’m Raving»[комм. 11]
- 1996: «Break It Up»
- 1997: «Fire»[комм. 11]
- 1997: «The Age of Love»[комм. 11]
- 1997: «No Fate»
- 1998: «How Much Is the Fish?»
- 1998: «We Are the Greatest/I Was Made for Lovin’ You»
- 1999: «Call Me Mañana»
- 1999: «Faster Harder Scooter»
- 1999: «Fuck the Millennium»
- 2000: «I’m Your Pusher»
- 2000: «She’s the Sun»
- 2001: «Posse (I Need You on the Floor)»
- 2001: «Aiii Shot the DJ»
- 2001: «Ramp! (The Logical Song)»
- 2002: «Nessaja»
- 2003: «Weekend!»
- 2003: «The Night»
- 2003: «Maria (I Like It Loud)»
- 2003: «Jigga Jigga!»
- 2004: «Shake That!»*
- 2004: «One (Always Hardcore)»
- 2005: «Suavemente»
- 2005: «Hello! (Good to Be Back)»
- 2005: «Apache Rocks the Bottom»
- 2007: «Behind the Cow»
- 2007: «Lass uns tanzen»
- 2007: «Stripped» (Web-release)
- 2007: «The Question Is What Is the Question»
- 2007: «And No Matches»
- 2008: «Jumping All Over the World»
- 2008: «I’m Lonely»
- 2008: «Jump That Rock (Whatever You Want)»
- 2009: «J’adore Hardcore»
- 2009: «Ti Sento»
- 2009: «The Sound Above My Hair»
- 2010: «Stuck on Replay»
- 2011: «Friends Turbo»
- 2011: «The Only One»
- 2011: «David Doesn’t Eat»
- 2011: «C’est Bleu»
- 2012: «It’s a Biz (Ain’t Nobody)»
- 2012: «4 A.M.»
- 2012: «Army of Hardcore»
- 2014: «Bigroom Blitz»
- 2014: «Today»
- 2014: Can’t Stop the Hardcore
- 2015: «Radiate»
- 2015: «Riot»
- 2016: «Oi»
- 2017: «Bora! Bora! Bora!»
- 2017: «My Gabber» (совместно с Ебруром)
- 2017: «In Rave We Trust» (Anthem mix)
- 2019: «Rave Teacher (Somebody Like Me)» (совместно с Xillions)
- 2019: «God Save The Rave» (совместно с Harris & Ford)
- 2019: «Devil’s Symphony»
- 2019: «Which Light Switch Is Which?»
- 2020: «Bassdrum» (совместно с FiNCH ASOZiAL)
- 2020: «FCK 2020»
- 2020: «Paul Is Dead» (совместно с Тимми Трампетом)
- 2021: «We Love Hardcore» (совместно с Dimitri Vegas & Like Mike)
- 2021: «Rave Witchers» (совместно с FiNCH)
- 2022: «The Spell Remains»
- 2022: «Do Not Sit If You Can Dance»

### Видео
- 1996: «Happy Hardcore Clips …And The Show Goes On!» (VHS)
- 1998: «Rough & Tough & Dangerous» (VHS)
- 2002: «Encore (The Whole Story)» (Двойной DVD) — содержит запись концерта в немецком городе Кёльн, записанного в рамках тура Push the Beat for this Jam Tour
- 2002: «24 Carat Gold» (Двойной DVD) (локализованное издание Encore (The Whole Story) для Голландии и Бельгии)
- 2006: «Excess All Areas» (Двойной DVD), содержит запись концерта в немецком городе Гамбург, записано в рамках тура Who’s Got the Last Laugh Now Tour. Вышел также в аудиоварианте с изменённым треклистом. На самом DVD вырезано несколько выступлений, часть которых вошла на бонус-диск к альбому The Ultimate Aural Orgasm.

## Туры
- 1997 — Age of Love Tour
- 1998 — Rough & Tough & Dangerous Tour
- 1999 — No Time to Chill Tour
- 2000 — Sheffield Tour
- 2002 — Push the Beat for this Jam Tour
- 2004 — We Like it Loud Tour
- 2006 — Who’s Got the Last Laugh Now? Tour
- 2007 — Lass Uns Tanzen Club Tour
- 2007 — The Ultimate Aural Orgasm Australian Club Tour
- 2008 — Jumping All Over the World Tour
- 2008 — Clubland Live Tour
- 2010 — Under the Radar Over the Top Tour
- 2010 — Stuff The Turkey X-mas Tour
- 2013—2014 — 20 Years of Hardcore Tour
- 2015 — T5C Tour
- 2016 — Can’t Stop the Hardcore Tour
- 2017—2018 — Wild & Wicked Tour[39]

## Награды
- Лучшая группа года в мире (по опросу MTV Россия): 1998[108]
- Лучшая танцевальная группа года в Германии (VIVA Comet) (2): 2000, 2003
- Платиновая награда лучшей танцевальной группе в истории Германии (VIVA Comet): 2010[109]
- Лучшая танцевальная группа Германии (приз ECHO): 2004
- Номинация на звание лучшей танцевальной группы Германии (ECHO): 2005
- Лучший танцевальный сингл Германии (приз ECHO) (2): 1999 (за How Much is the Fish?), 2003 (за Nessaja)
- Награда Bravo Otto (Ehren-OTTO): 2004[110]
- Лучший хард-дэнс исполнитель (награды Beatport.com): 2009
- 43 золотых, 8 платиновых записей за альбомы
- 33 золотых, 6 платиновых записей за синглы

## Комментарии
1. ↑  В значении американского сленга, также «шаловливый», «озорной», «лихой».
2. ↑  Цитата из песни How Much Is the Fish?
3. ↑  Цитата из песни Scooter Maria (I Like It Loud), 2003 год.
4. ↑  Имеется в виду предупреждающая линия в лондонском метро, за которую нельзя заступать при приближении состава. Эта линия и изображена на обложке альбома.
5. ↑  Цитата из песни Scooter «Behind The Cow», 2007 г.
6. ↑  Но не песней. В 2002 году на втором сборнике лучших песен Scooter выпустили немецкоязычную композицию «Am Fenster»
7. ↑  Цитата из песни Scooter «Bigroom Blitz», 2014 г.
8. ↑  Глава 5 книги называется «Гамбургский дада».
9. ↑  В чарты попал в основном концертный альбом Live & Direct, в Германии DVD-альбом The Whole Story взял «золото»
10. ↑  Официально распространялся только на официальном сайте группы. В качестве второго CD поставлялся в Deluxe Version альбома Mind the Gap
11. 1 2 3 4 5 6 7 8  Помимо основного сингла выпускалась также и «Remixes»-пластинка.